# Olaszország kultúrája
Olaszországot kulturális szempontból kiemelkedőnek tekintik. Itália volt az egyik fő szülőhelye a nyugati civilizációnak és olyan nemzetközi jelentőségű jelenségeknek, mint például a Magna Graecia, a Római Birodalom, a római katolikus egyház, a román stílus vagy a reneszánsz, a tudományos forradalom, a barokk és a neoklasszicizmus, továbbá fontos szerepet töltött be a modern kori európai integrációban. A nemzet a története során számos kiemelkedő embert adott a világnak.

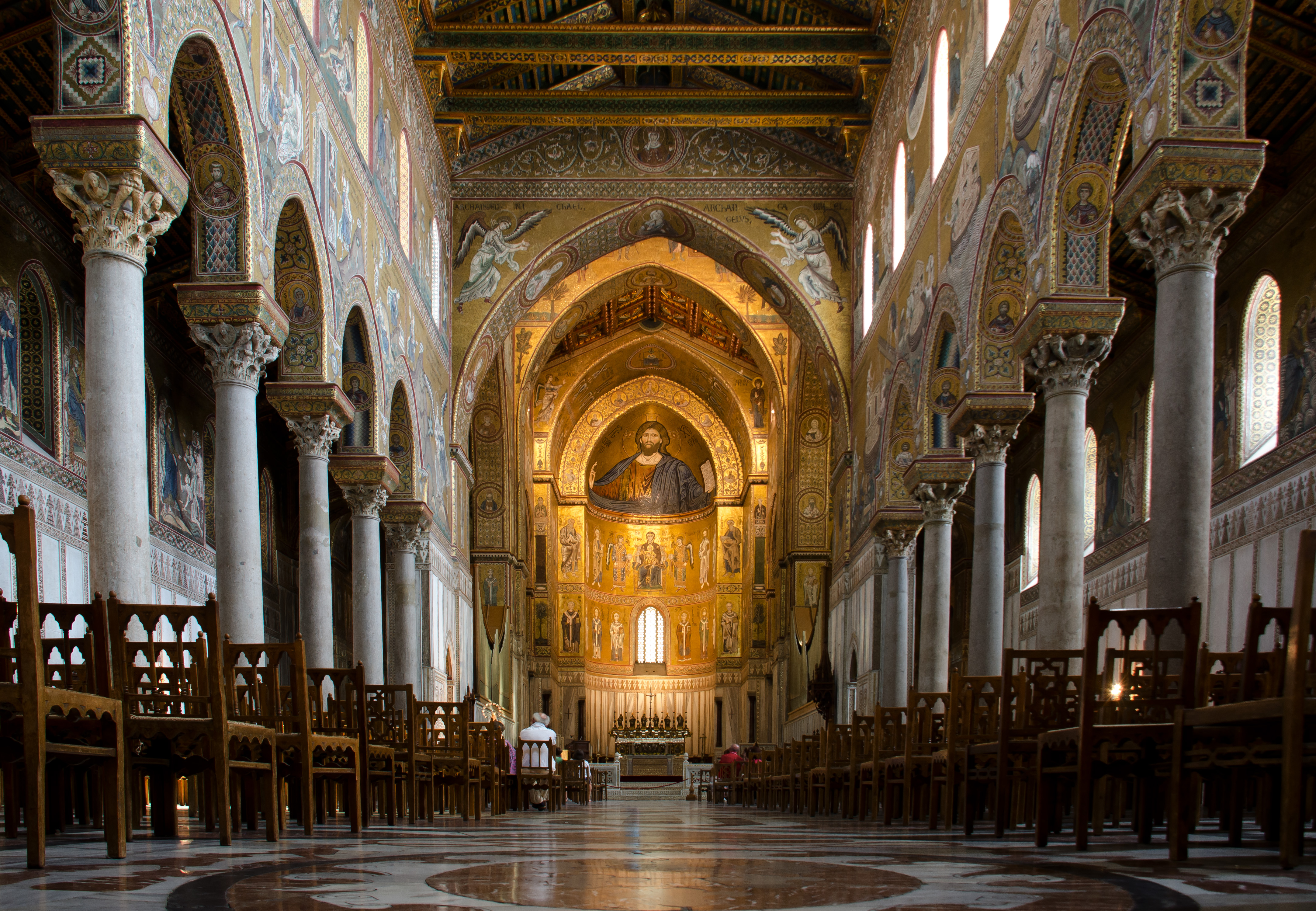
Duomo di Monreale, Palermo

## Oktatási rendszer
- Általános iskola (Scuola elementare) 6–11 éveseknek
- Középiskola (Scuola media) 11–14 éveseknek
- Gimnázium (Scuola superiore) 14–19 éveseknek
- Egyetemek: Olaszországban 77 állami, 14 magán és 2 egyéb (külföldi érdekeltségű) egyetem található. A Bolognai Egyetem (Università di Bologna) Európa első felsőfokú oktatási intézménye, 1088-ban alapították, s jelenleg kb. 80 000 diákot képez. Az egyetemek jelentős hányada nagy múltú tradíciókon alapul, a 12–14. században jött létre, mint Ferrara, Firenze, Nápoly, Padova, Parma, Pavia, Perugia, Pisa, Róma és Torino egyeteme. A legnagyobb számban Rómában tanulnak a diákok (kb. 200 000 fő), a legtöbb felsőfokú tanintézmény viszont Milánóban található (Statale, Politecnico, Bocconi, Szent Szív Katolikus Egyetem, Istituto universitario di lingue moderne (Nyelvek és Kommunikációs Szabadegyetem IULM)

## Kulturális intézmények és rendezvények

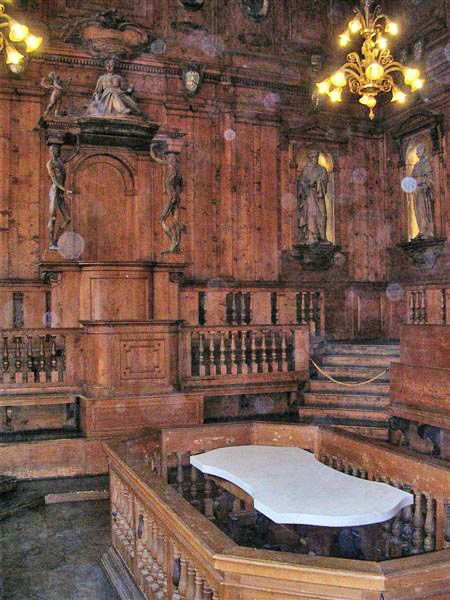
Bolognai Egyetem, Teatro Anatomico

#### Nagyobb múzeumok
- Galleria Spada (Galleria Spada), (Róma): a Borromini által tervezett palotában 17-18. századi festmények kínálnak emlékezetes látnivalót.
- Palazzo Corsini Nemzeti Galéria (Galleria Nazionale di Palazzo Corsini), (Róma): Rubens, Vand Dyck, Caravaggio alkotásai tekinthetők meg e képtárban.
- Doria Pamphili Galéria (Galleria Doria Pamphilj), (Róma): a képtár erőssége reneszánsz gyűjteménye.
- Borghese Múzeum és Galéria (Museo e Galleria Borghese), (Róma): ókori görög illetve római szobrokat és Bernini műveit csodálhatják meg e múzeum látogatói.
- Római Nemzeti Múzeum (Museo Nazionale Romano), (Róma): archeológiai kiállítást nyújt a városban és környékén feltárt kincsek anyagából.
- Palazzo Barberini Antik Művészeti Nemzeti Galéria (Galleria Nazionale d'Arte Antica a Palazzo Barberini), (Róma): 13–16. századi műkincsek tárlata tekinthető meg e gyűjteményben.
- Palazzo Venezia Múzeuma (Museo di Palazzo Venezia), (Róma): iparművészeti jellegű kiállításnak ad otthont, főként középkori és bizánci anyaga említésre méltó.
- Múzeumok a Capitoliumon (Musei Capitolini), (Róma): a Palazzo dei Conservatori és a Palazzo Nuovo.
- Akadémiai Képtár (Galleria dell'Accademia), (Velence): a barokk homlokzatú Scuola della Carità épületében (1357) foglal helyet. Bent Giovanni Bellini, Tiziano, Tintoretto, Veronese és más velencei mesterek pompás alkotásaiban gyönyörködhet a látogató.
- Gettómúzeum (Museo del Ghetto vagy Museo d’Arte Ebraico), (Velence): A városban élő egykori zsidók művészetét mutatja be.
- Palazzo Grassi, (Velence)
- Peggy Guggenheim Gyűjtemény (Peggy Guggenheim Collection), (Velence): A Palazzo Venier dei Leonardi épületében helyezkedik el, Európa legfontosabb modern gyűjteményeinek egyike. Ma a Solomon R. Guggenheim Alapítvány tulajdonában áll.
- Querini Stampalia, (Velence)
- Scuola Grande di San Rocco di Venezia, (Velence).
- Uffizi Galéria (Galleria degli Uffizi), (Firenze)
- Akadémiai Képtár (Galleria dell'Accademia), (Firenze)
- Bargello Nemzeti Múzeum (Museo Nazionale del Bargello), (Firenze)
- Szent Márk Múzeum (Museo San Marco di Firenze), (Firenze)…

#### Nagyobb rendezvények

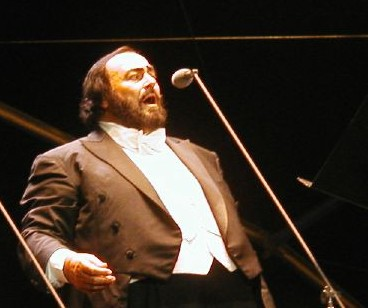
Luciano Pavarotti, minden idők egyik legnagyobb operaénekese

- A Velencei biennálé (La Biennale di Venezia): A Biennálé Alapítványa (Fondazione della Biennale) szervezi a Velencei Nemzetközi Művészeti Kiállítást (Esposizione Internazionale d'Arte), a Velencei Építészeti Biennálét (Mostra Internazionale di Achitettura), a Velencei Nemzetközi Filmfesztivált (Mostra Internazionale d'Arte Cinematografica). További rendezvényei: a Zenei Fesztivál (Festival della Musica), a Táncfesztivál (Festival della Danza) illetve a Színházfesztivál (Festival del Teatro). Fontos szerepet játszik a kortárs művészeti irányzatok bemutatásában.
- A Sanremói Dalfesztivál (Festival di Sanremo vagy Festival della canzone italiana): A Liguri Riviéra partján 1953 óta rendezik az Olasz dal fesztiválját, amelyen neves könnyűzenei előadók mutathatják be tehetségüket.
- Pavarotti és barátai (Modena)
- Operarendezvények sorozata (Verona)
- Festivalbar, koncertsorozat, ami nyáron Olaszország különböző helyszínein van. Egy-egy ilyen koncert alkalmával egy külföldi előadót is meghívnak. A fontosabb koncerteket a Mediaset Italia 1 csatornája közvetíti. Május végén kezdődik rendszerint Milánóban a Dóm téren és szeptember közepe tájékán ér véget a veronai Arénában, ahol kiosztják a legjobb lemez- és legjobb előadói díjakat.

## Kulturális világörökség
Itáliának mindig nagy befolyása volt a világ kulturájára. Ezt elismerve az UNESCO kulturális világörökséggé nyilvánította a következő helyszíneket:
- A Camonica-völgy sziklarajzai;

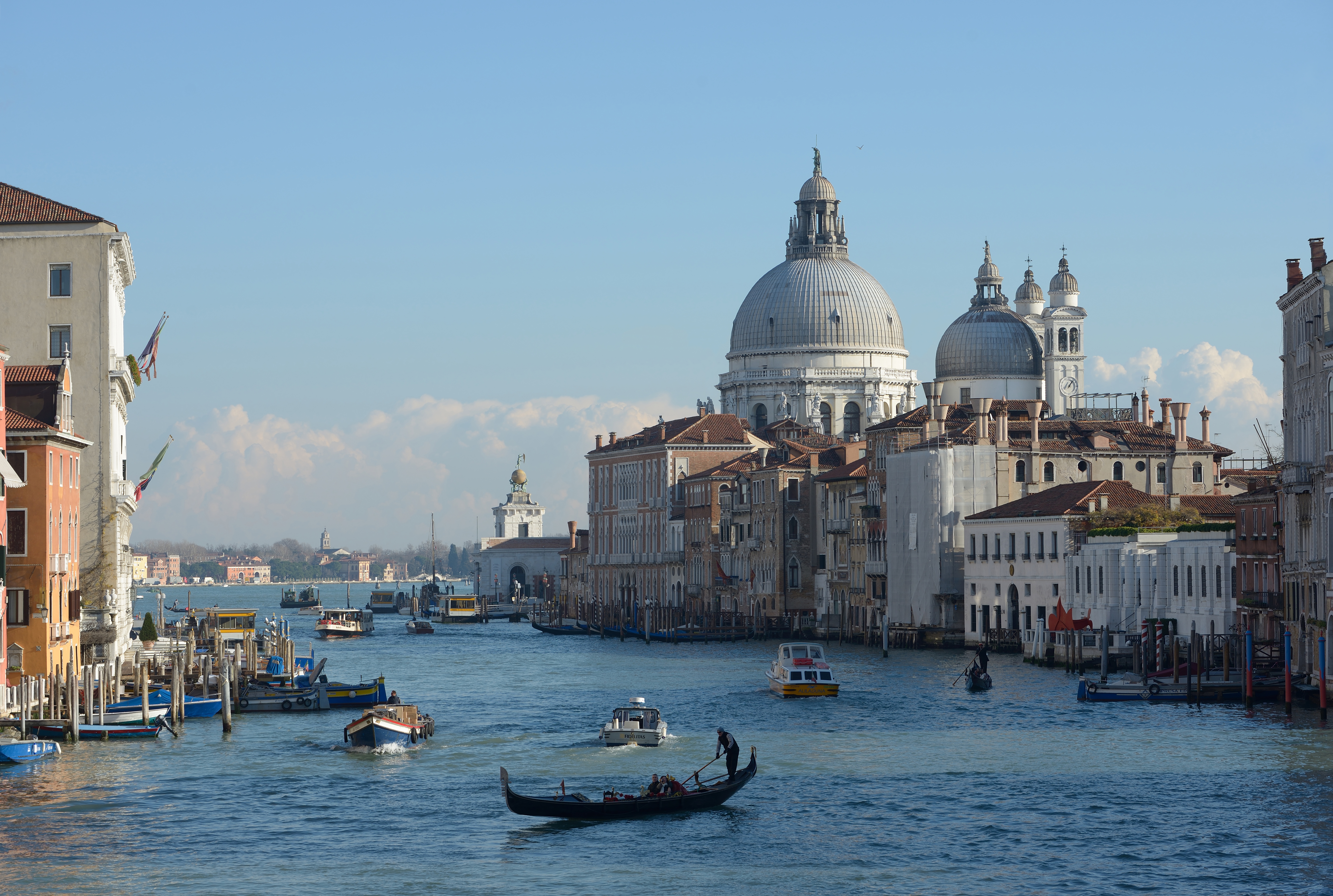
Velence

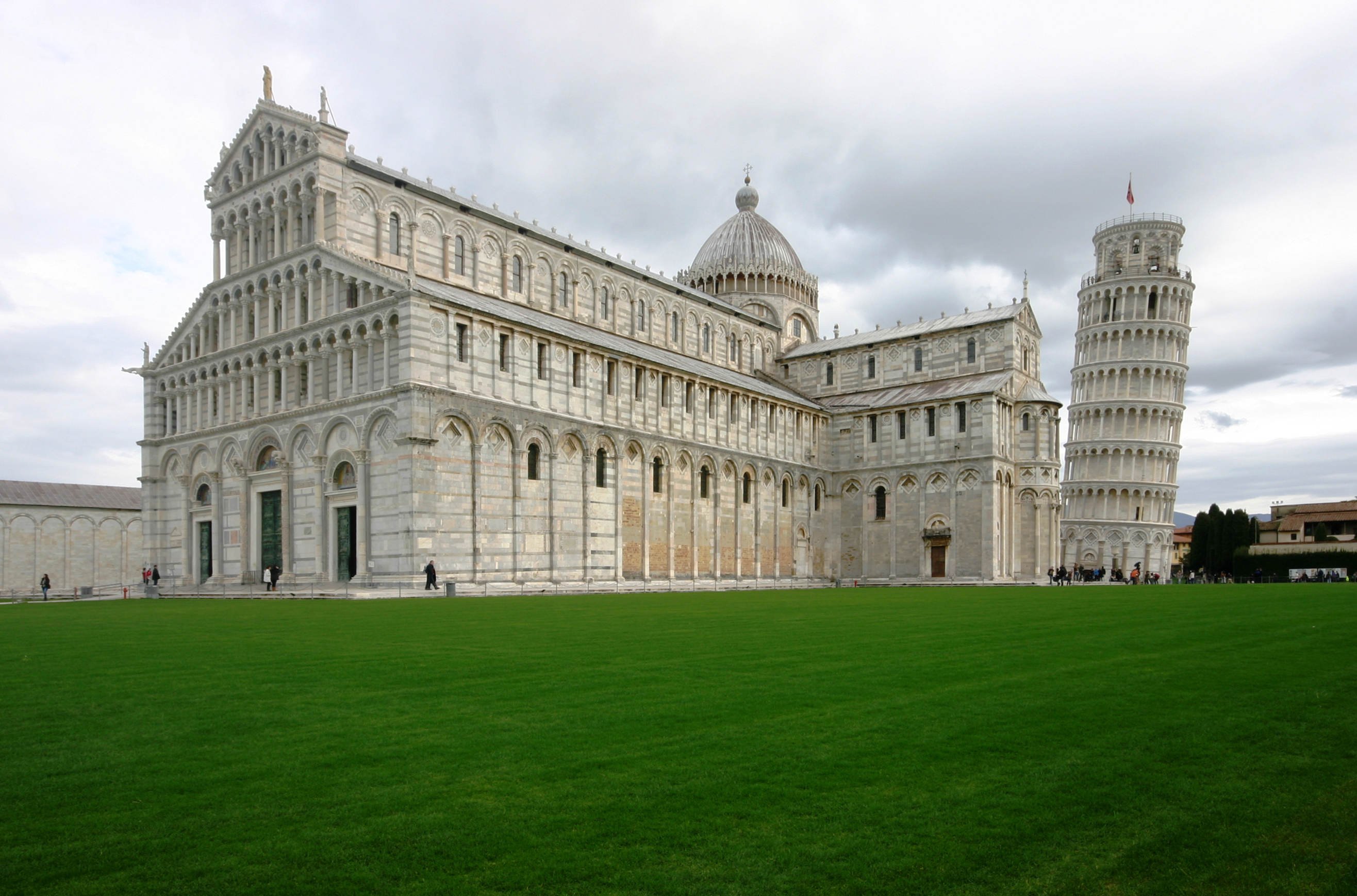
A pisai dóm és ferde torony

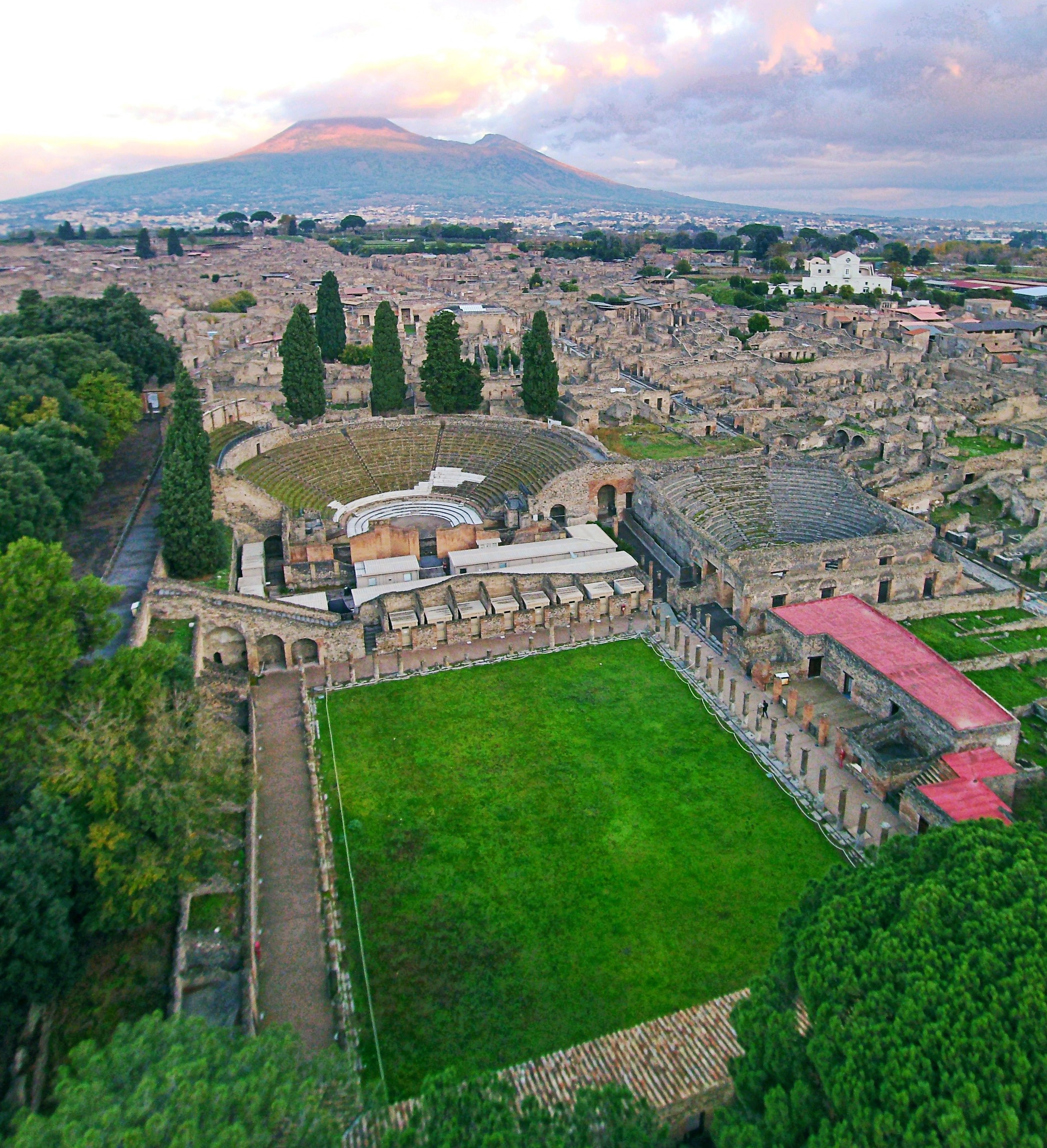
Pompeii romvárosa, háttérben a Vezúv

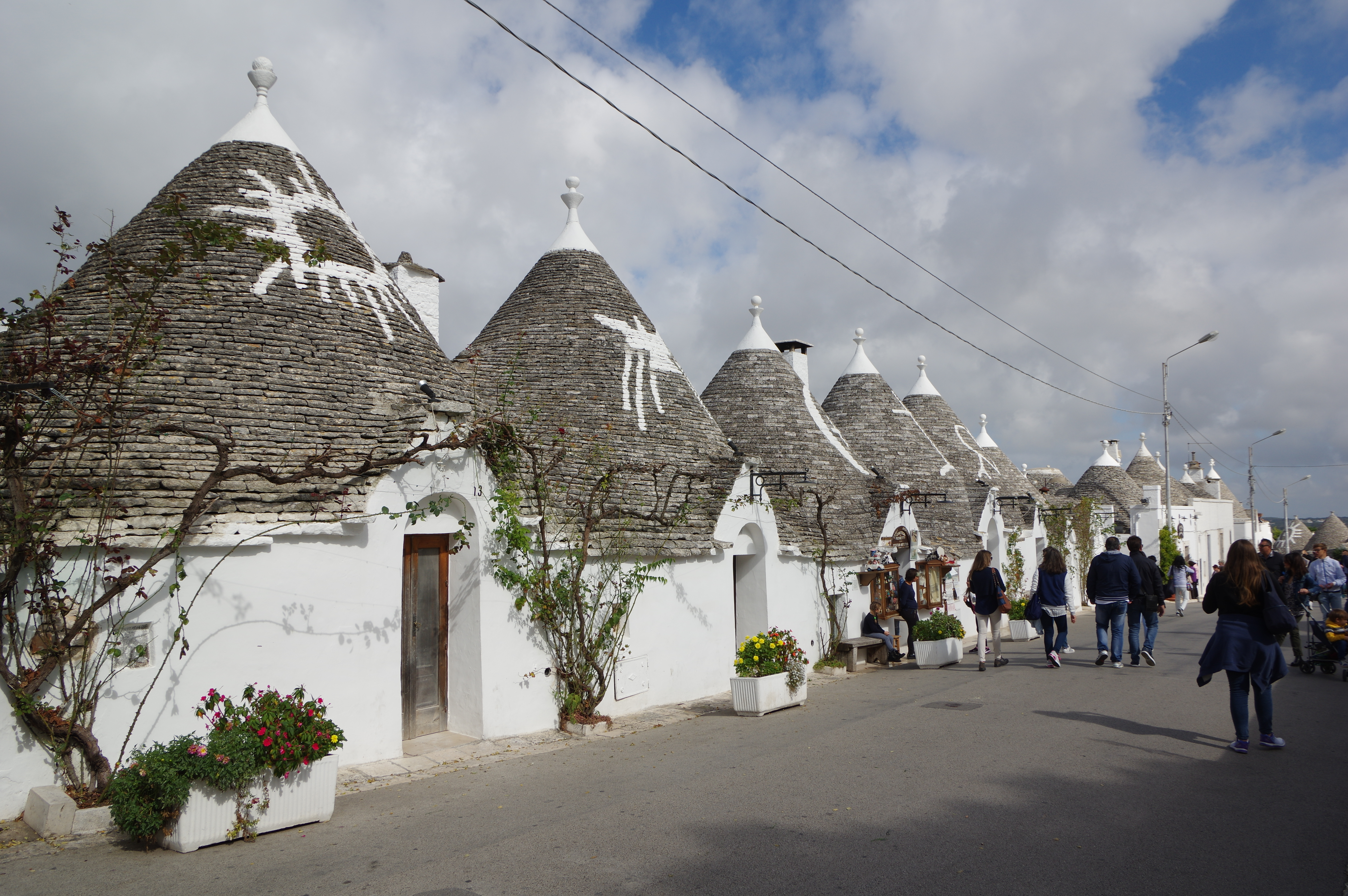
Alberobellói trullók

- A Santa Maria delle Grazie-templom és Domonkos-rendi kolostor Milánóban Leonardo da Vinci Utolsó vacsora című festményével;
- Róma történelmi központja, a Vatikán birtokában levő, területenkívüli jogokkal rendelkező terület és a San Paolo fuori le mura-bazilika (Vatikánnal közös);
- Firenze történelmi központja;
- Velence és lagúnája;
- A pisai Dóm tér;
- San Gimignano történelmi központja;
- Sassi di Matera;
- Vicenza városa és Veneto tartomány Palladio által tervezett villái;
- Siena történelmi központja Siena városban;
- Nápoly történelmi központja;
- Crespi d’Adda (ipartörténeti műemlék);
- Ferrara történelmi központja (Ferrara): a reneszánsz városa és a Pó;
- Castel del Monte;
- A „Trulli” stílusú épületek Alberobellóban;
- Ravenna ókeresztény és bizánci műemlékei;
- Pienza történelmi központja;
- A 18. századi királyi palota Casertában, a parkkal, a Vanvitelli-vízvezetékkel és a San Leucio épületegyüttessel;
- A Savoyai királyi család rezidenciái (Torino);
- Botanikus kert (l'Orto Botanico), Padova;
- Porto Venere, Cinque Terre és a szigetek (Palmaria, Tino és Tinetto);
- A Dóm (Modena), Torre della Ghirlandina és Piazza Grande, Modena;
- Pompeii, Herculaneum és Torre Annunziata régészeti lelőhelyei;
- Costiera Amalfitana (Amalfi tengerpartja);
- Agrigento régészeti lelőhelyei (benne a Valle dei Templi);
- Villa Romana del Casale (Szicília);
- Su Nuraxi di Barumini (bronzkori lakóépületek, Szardínia);
- Aquileia régészeti lelőhelyei és a pátriárka bazilikája;
- A Cilento és Vallo di Diano Nemzeti Park, Paestum és Velia régészeti lelőhelyeivel és a padulai karthauzi kolostor;
- Urbino történelmi központja;
- Villa Adriana, Tivoli;
- Verona városa;
- Assisi Szent Ferenc-bazilika és a ferencesrendi műemlékek;
- A Villa d’Este Tivoliban;
- A Val di Noto késő barokk városai (Délkelet-Szicília);
- Piemont és Lombardia szent hegyei (Sacri Monti);
- Cerveteri és Tarquinia etruszk nekropoliszai;
- Val d’Orcia;
- Siracusa városa és Pantalica nekropolisza;
- Genova: Le Strade Nuove és a Palazzi dei Rolli;
- Mantova és Sabbioneta;
- A rhaetiai vasútvonal Albulában és a Bernina kultúrtáj (Svájccal közös);

## Művészetek
Az Appennini-félsziget az ókortól kezdődően a művészetek hazája, a római, ókeresztény és bizánci művészetek talaján fejlődött a szűkebb értelemben vett olasz művészet a 12. század óta. Jellegzetessége a regionális tagoltság, amely egyúttal rendkívül színes, sokoldalú és mégis egységes kultúrát teremtett.

#### Építészet
- Olasz építészek listája

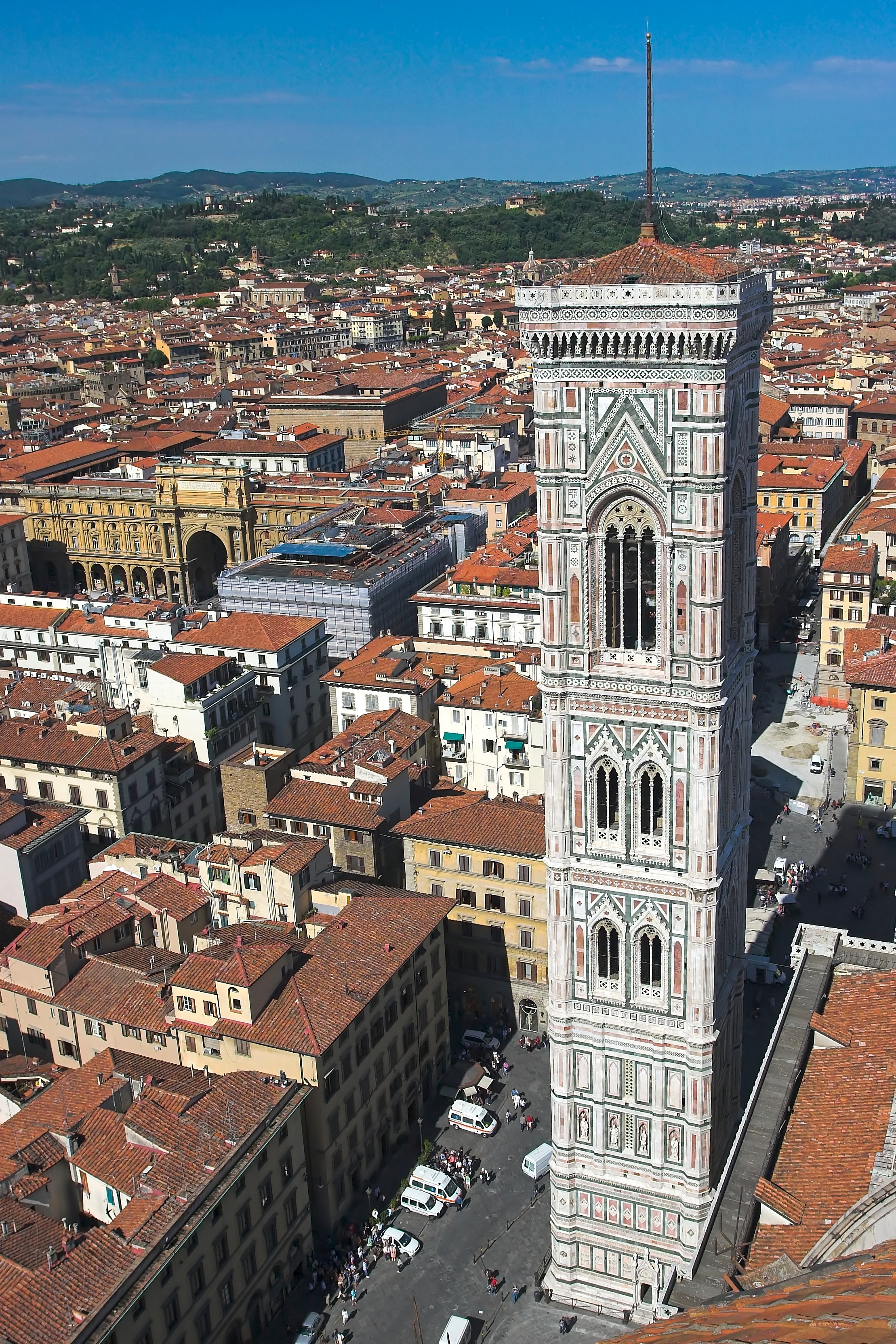
Giotto di Bondone: a Campanile Giotto, a firenzei dóm harangtornya

- I borghi più belli d’Italia (Olaszország legszebb falvai)
- Keresztény templomépítészet

A korai román korszak még merít a bizánci kultúrából, különösen a templomépítészet terén. Az érett román stílus tipikus építményeit az északi területeken fedezhetjük fel (például San Zeno Maggiore Verona, ferrarai dóm). A déli vidékeken még befolyásolja az építkezéseket a bizánci és az arab hatás (palermói dóm). 
Észak-Itáliában, amely a román építészet egyik főfészke volt, az antik mintákat fölkaroló törekvések csak szórványosak. Rómában és Toszkána városaiban viszont a középkori mesterek annál sűrűbben és sok öntudatossággal merítenek az antik művészetből. Róma 12. századbeli bazilikáiban antik szabású vízszintes gerendázat köti össze az oszlopokat, így az 1140-1198 között épült Santa Maria in Trastevere hajójában, s a San Lorenzo fuori le mura mintegy 20 évvel későbbi előcsarnokában. Antik szellem hatja át az ugyanezen időben működő Cosmati-k római alkotásait is, mint aminő a Laterán keresztfolyosója, mely távol minden szolgai utánzástól, nemes arányaival, színes kövekből összerótt ékítményei szelíd pompájával, s részletei szép és tiszta formájával az előbbi épületekhez hasonlóan oly hatást gyakorol, mintha az antik római építészetfejlődésének újabb fokát képviselné.
Az itáliai gótikában a késő román és a kora reneszánsz elemek vegyülnek, ekkor épült a firenzei Santa Croce, a milánói dóm. Különleges ötvözete a gótikának a velencei, amely keleties elemeket sorakoztat fel (Dózsepalota, Ca’ d’Oro). 
A 16. század elejétől bontakozik ki a reneszánsz, építészetének első központja Firenze, kiválósága Filippo Brunelleschi (1377–1446) alkotásaival. Az építészet elméletét Leon Battista Alberti (1404–1472) vetette meg. Míg Velencében a Lombardo család, addig Lombardiában Donato Bramante (1444–1514) képviselte a korai reneszánsz stílusát. Az érett reneszánsz korszak építészetének is meghatározó képviselőjeként lépett fel Michelangelo Buonarroti (1475–1564) Firenzében (Medici-kápolna). Vicenza és Velence területén Andrea Palladio (1508–1580) összegezte a reneszánszot villáival, templomaival. 
A következő nagy korstílus, az ellenreformáció építészetének barokk központja már Róma lett, az első ilyen jellegű épület az Il Gesù temploma volt. A stílus képviselői Giacomo Della Porta, Giovanni Lorenzo Bernini (1598–1680), Francesco Borromini (1599–1667), Carlo Maderno, Domenico Fontana. Velence városa e korszakban Baldassare Longhena épületeinek sokaságával gazdagodott. 
A 19. században Itália elveszítette vezető szerepét a művészetek, így az építészet mezsgyéjén s főképp az eklektika és a neoreneszánsz stílus követőivé váltak alkotói.

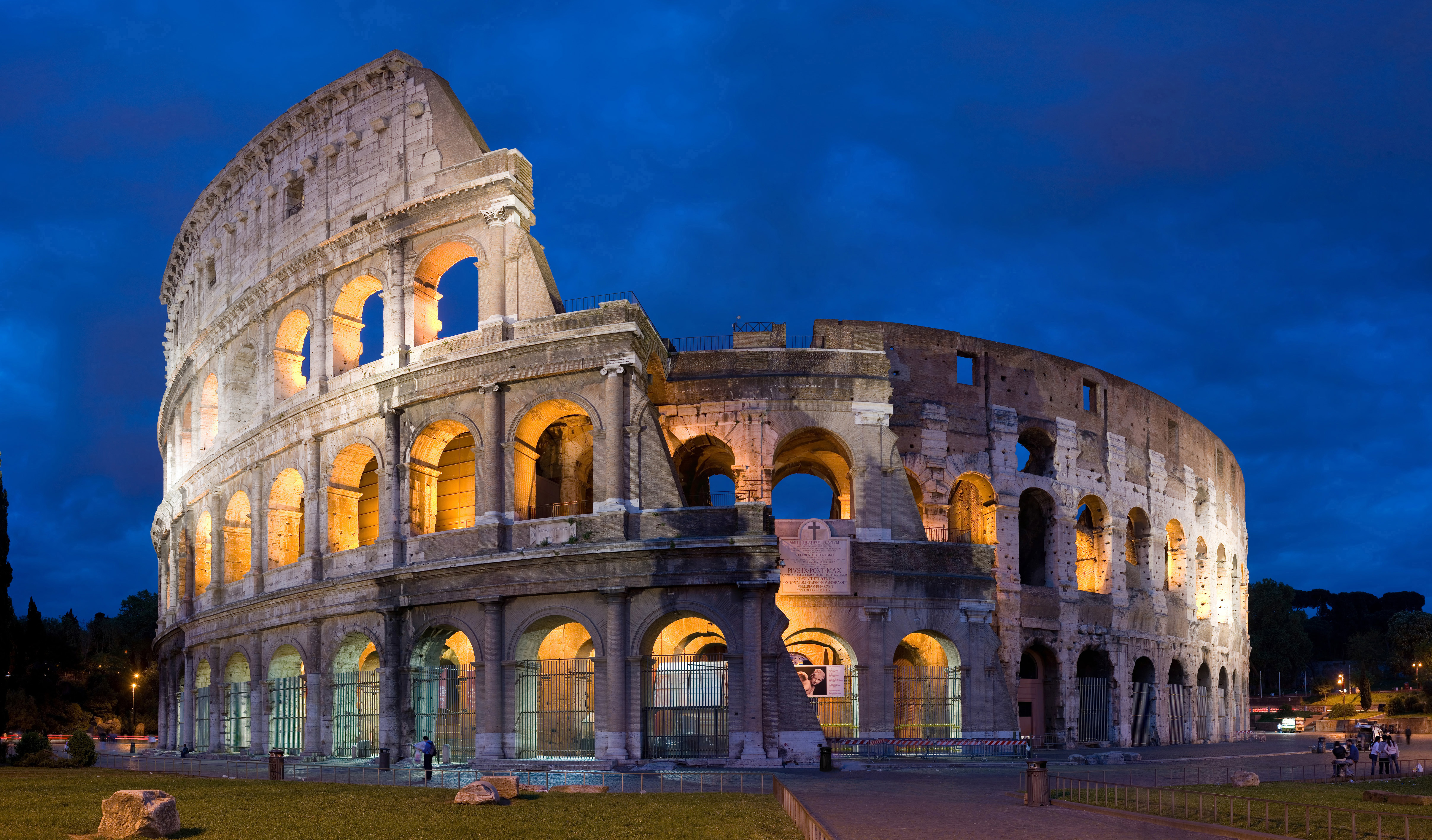
Colosseum, Róma
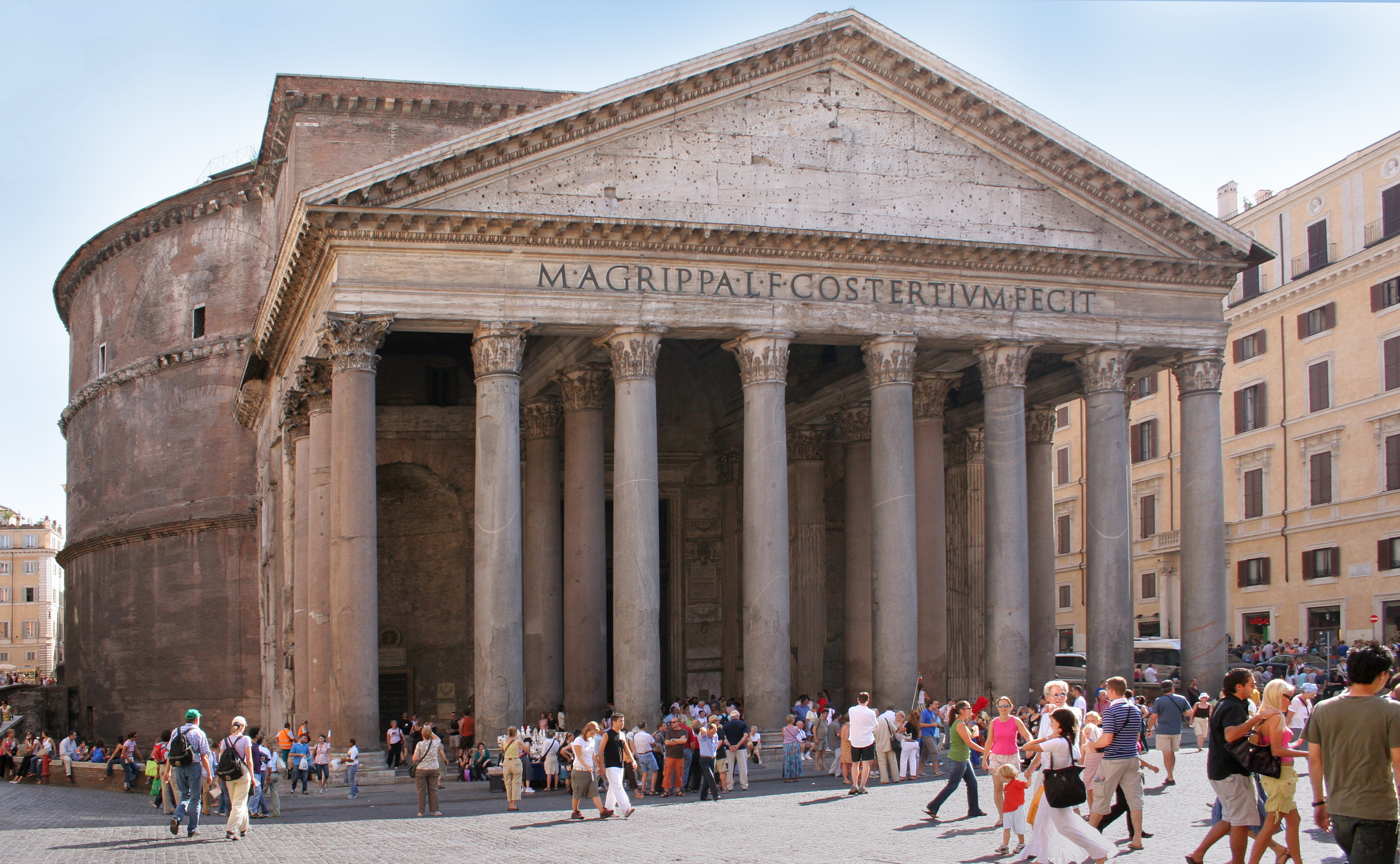
Pantheon (Róma) (1–2. sz.)
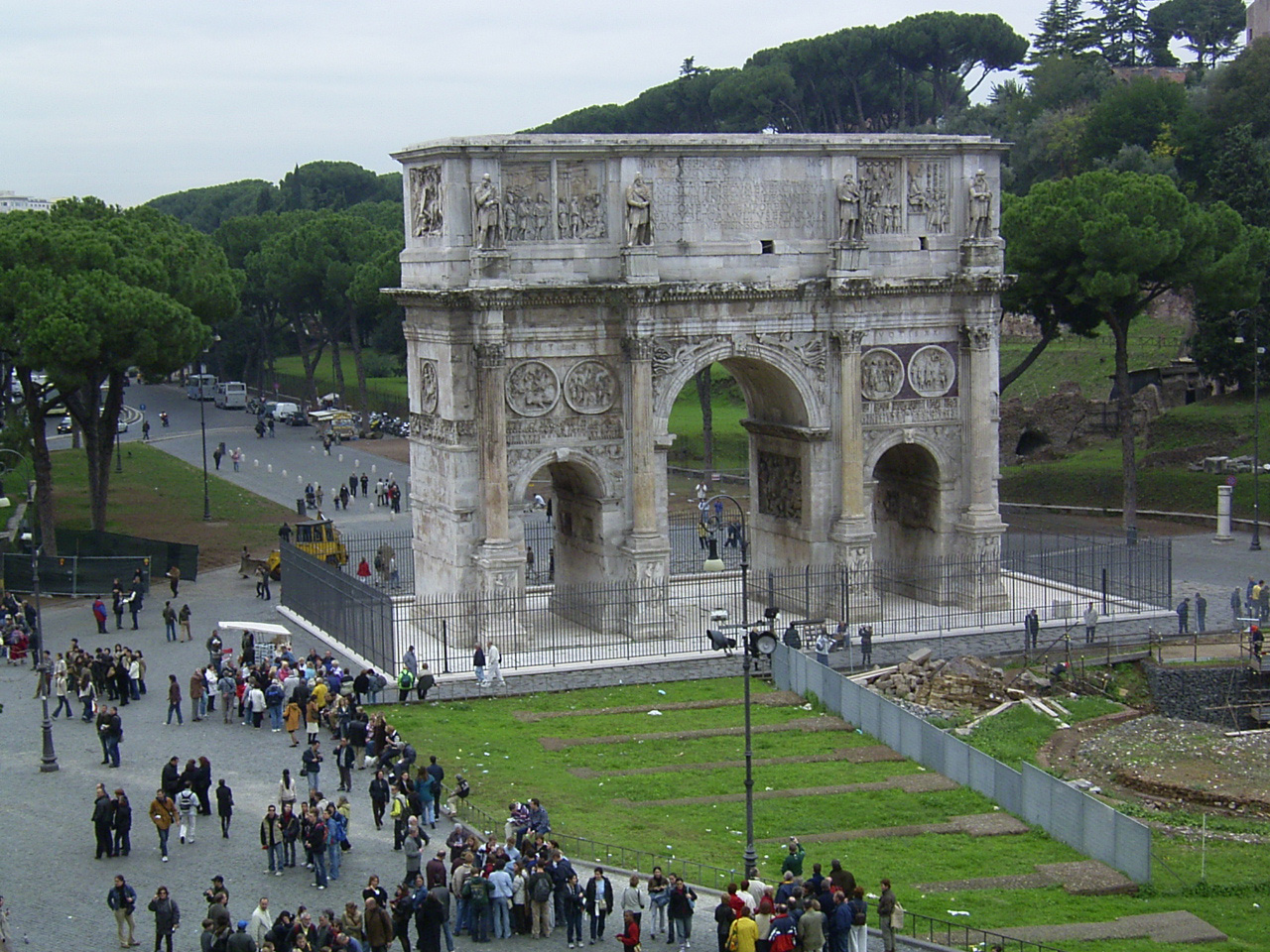
Constantinus diadalíve (4. sz.)
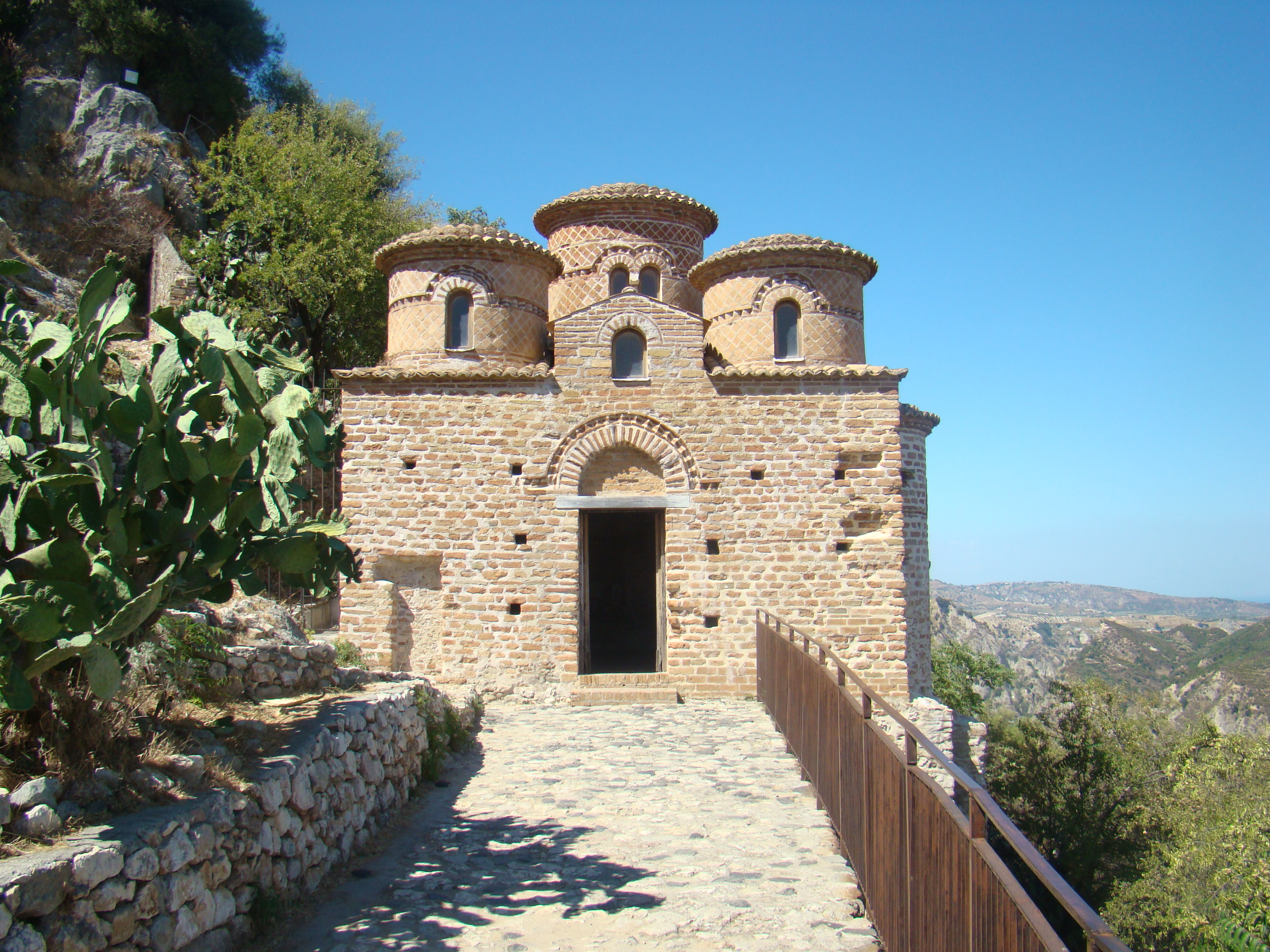
Cattolica di Stilo (9–10. sz.)
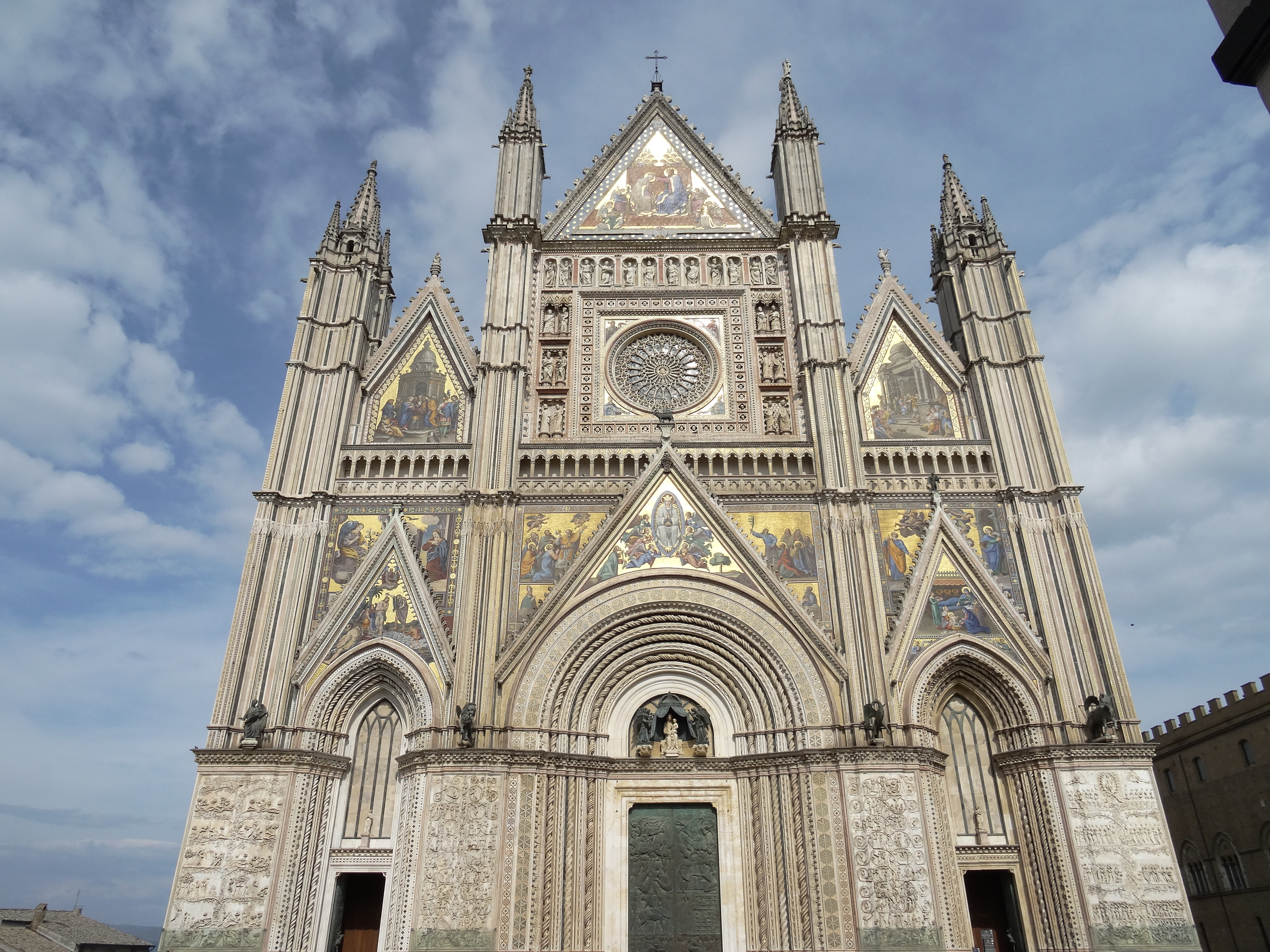
Orvieto dómja (11. sz.)
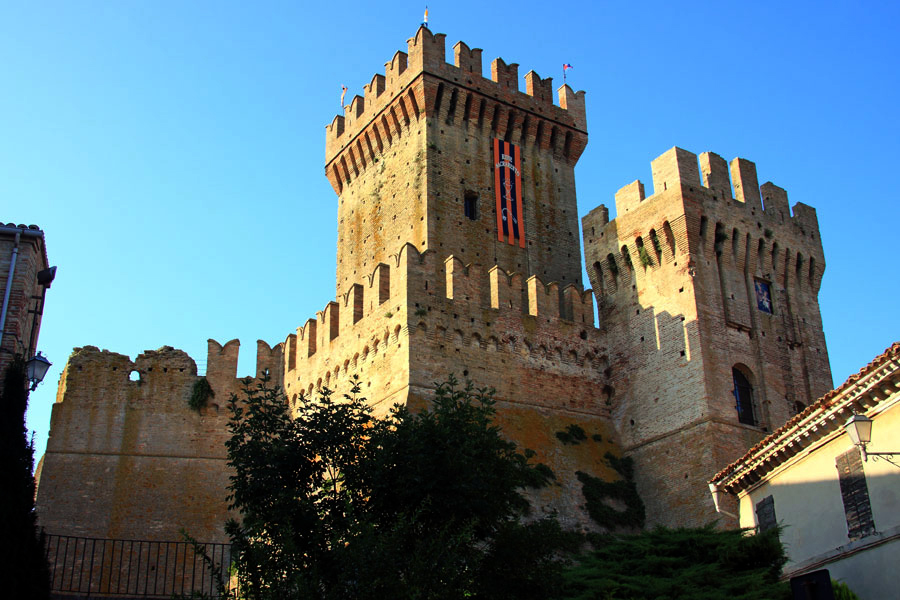
Offagna
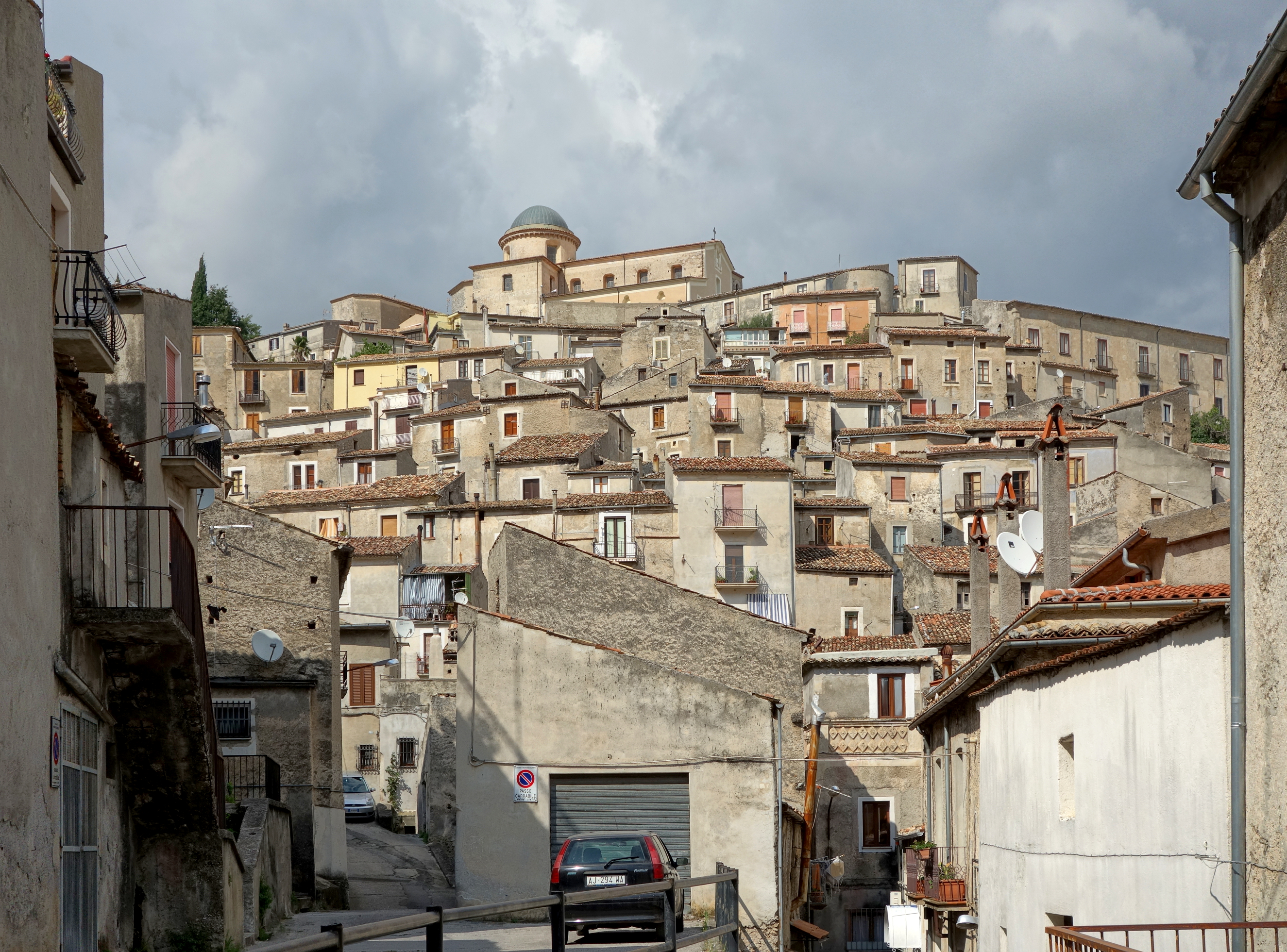
Morano Calabro
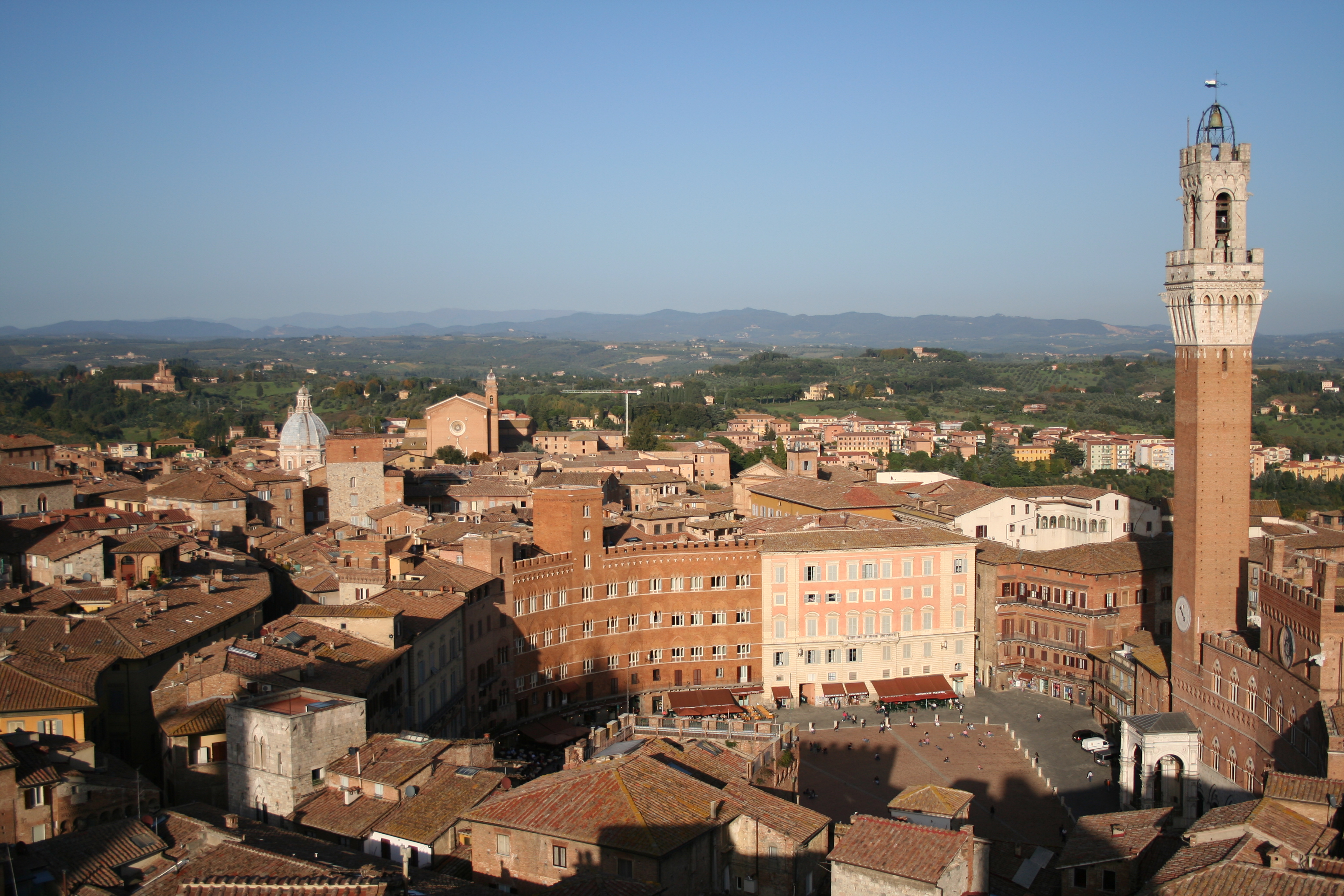
Piazza del Campo, Siena
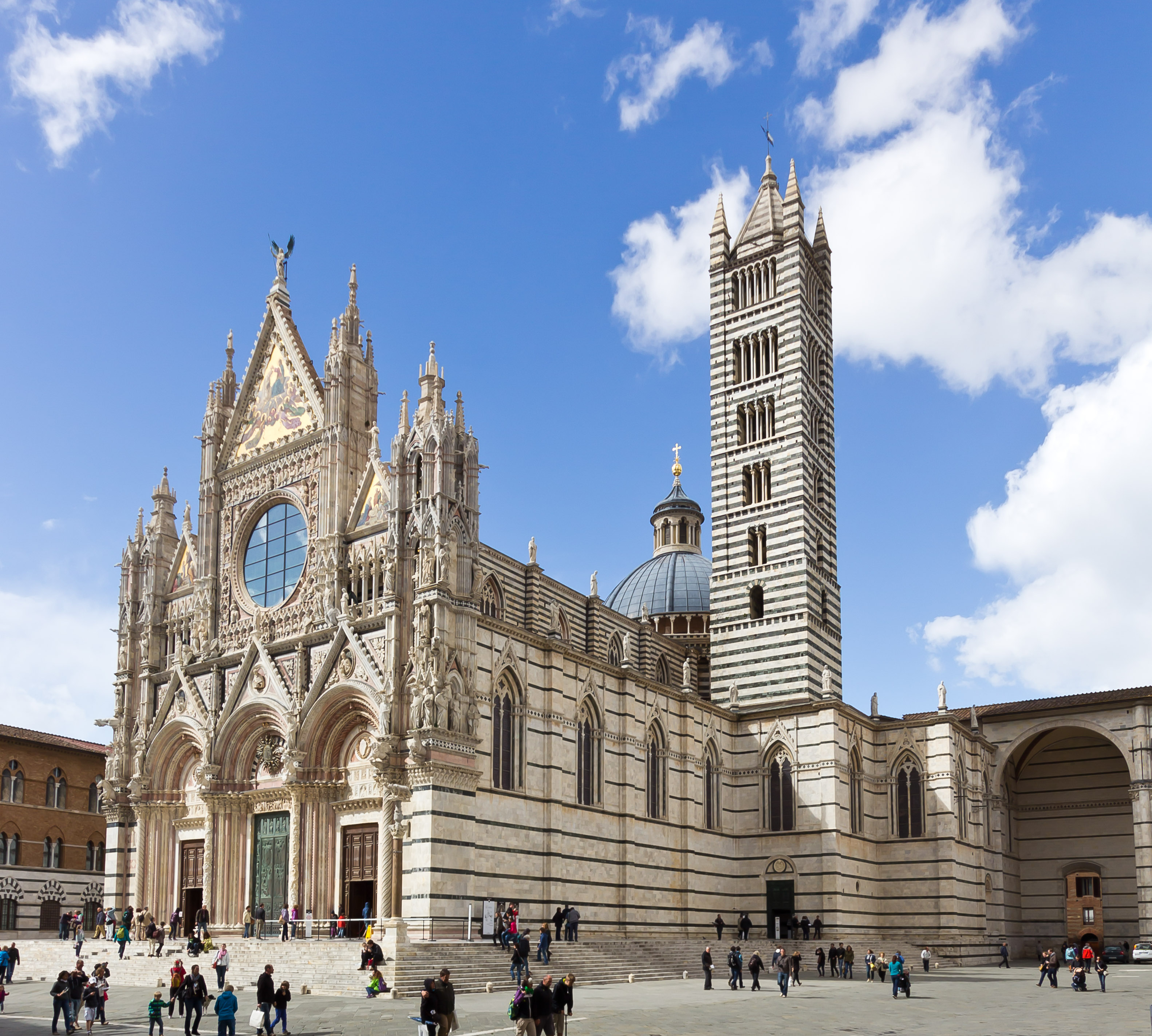
Siena katedrálisa (13–14. sz.)
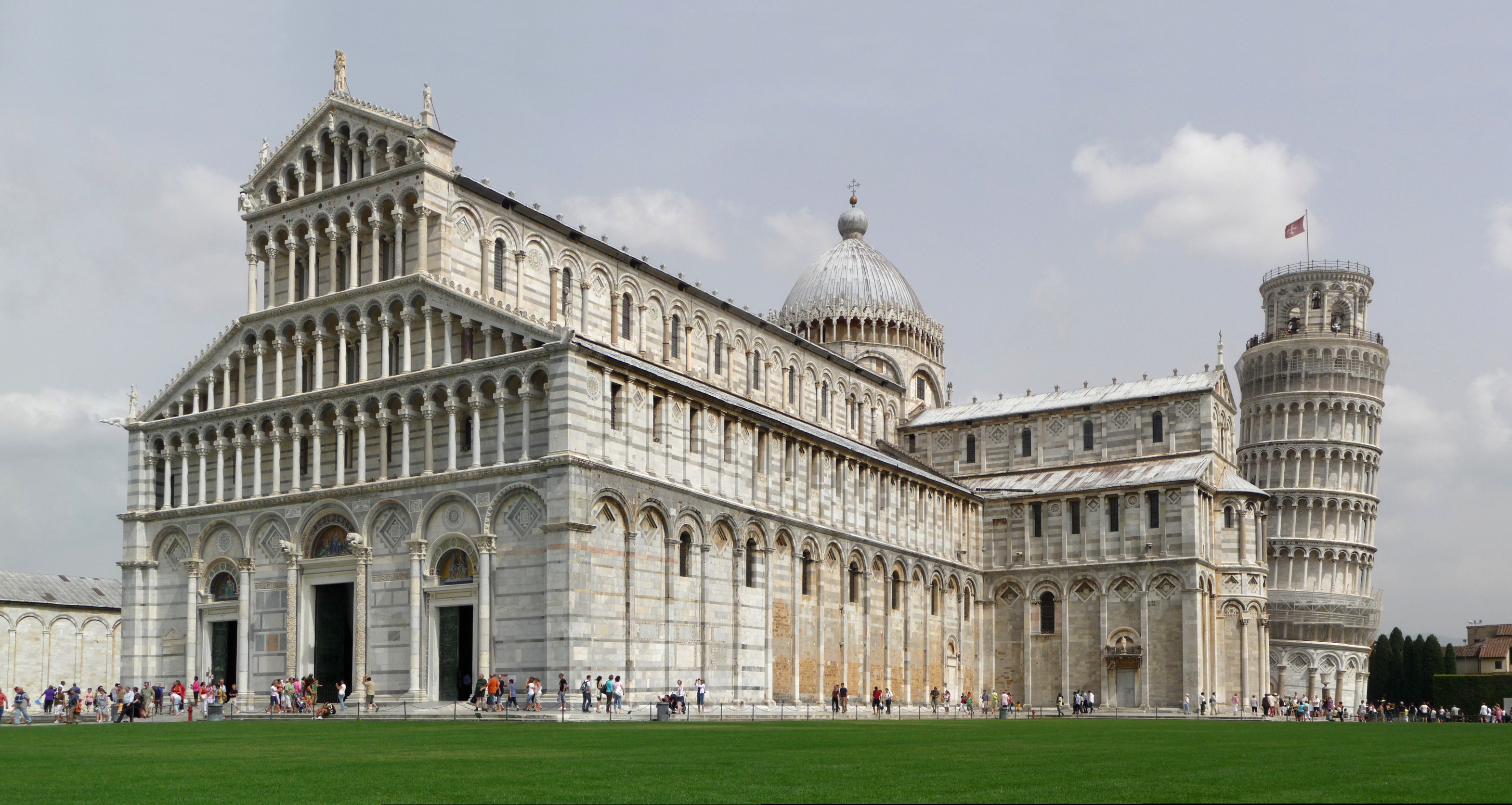
Pisai dóm
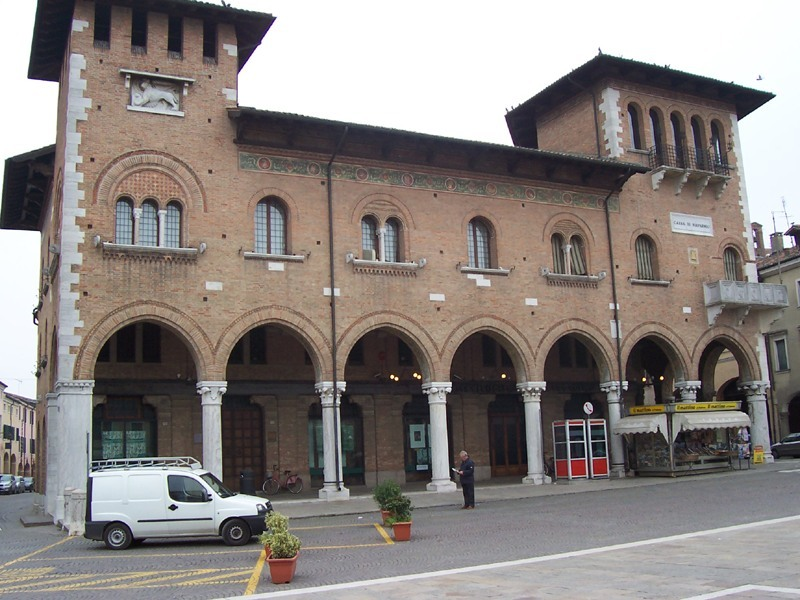
Palazzo della Cassa di Risparmio, Montagnana
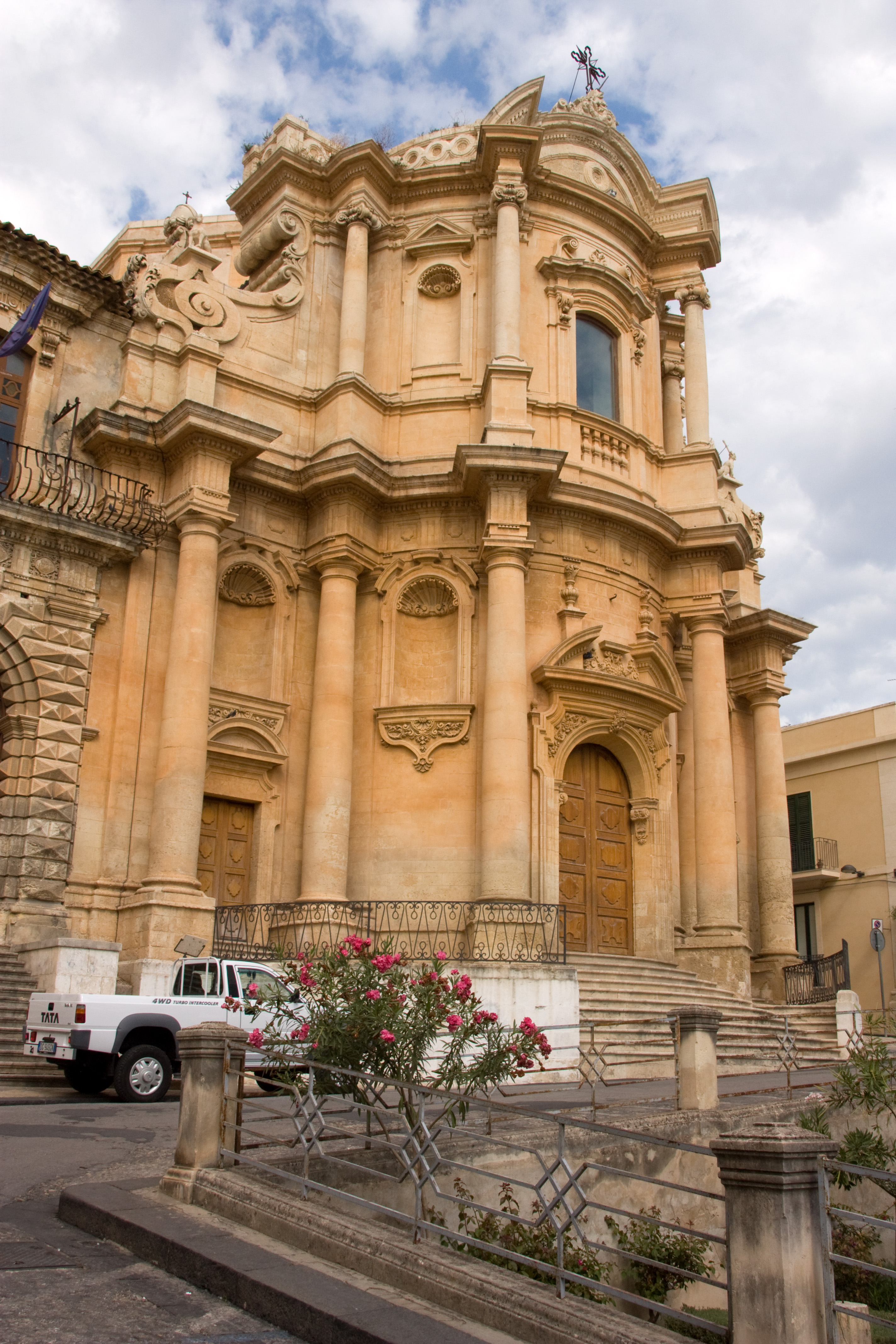
A notoi San Domenico-templom barokk homlokzata
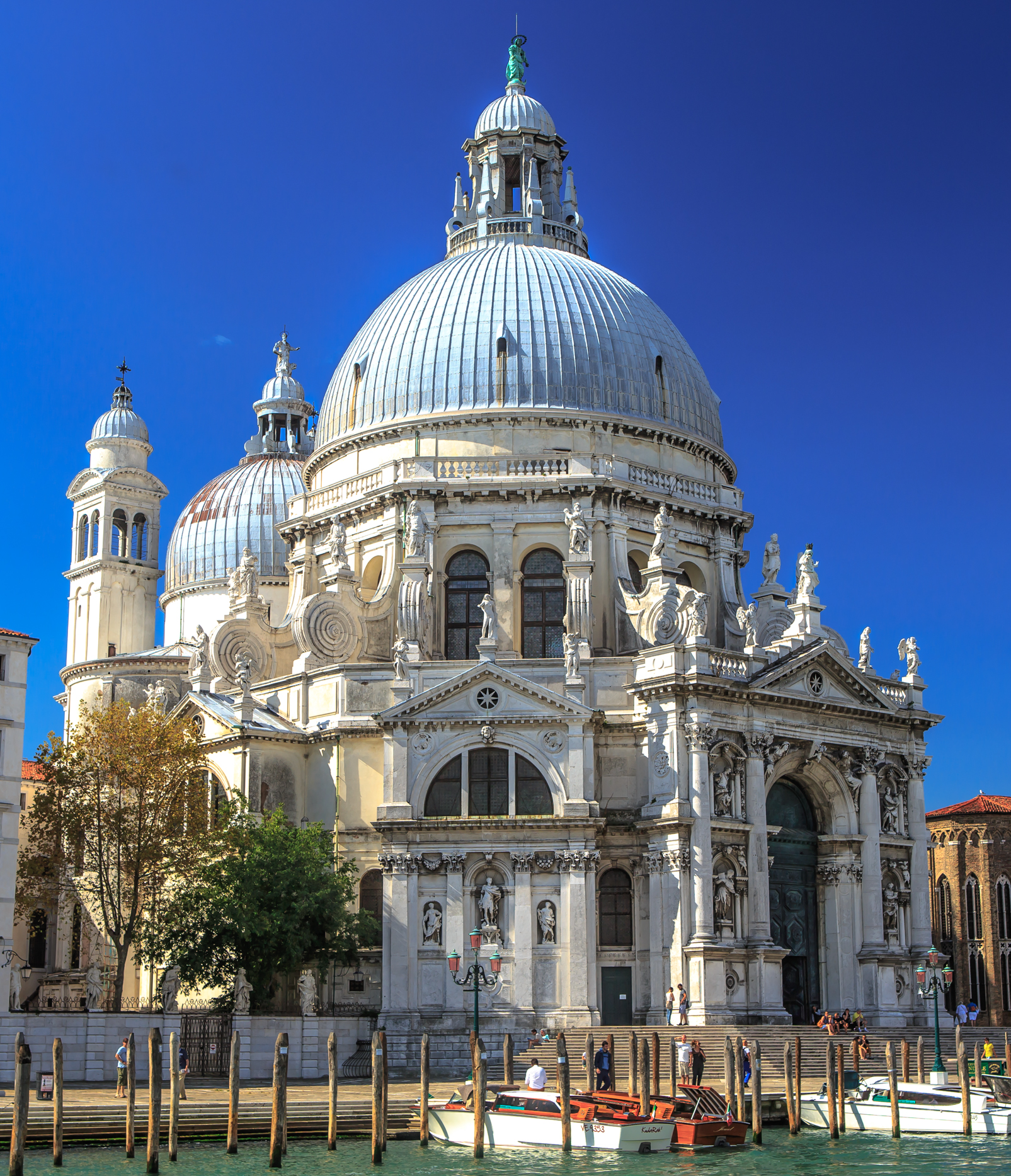
Santa Maria della Salute, Velence (17. sz.)
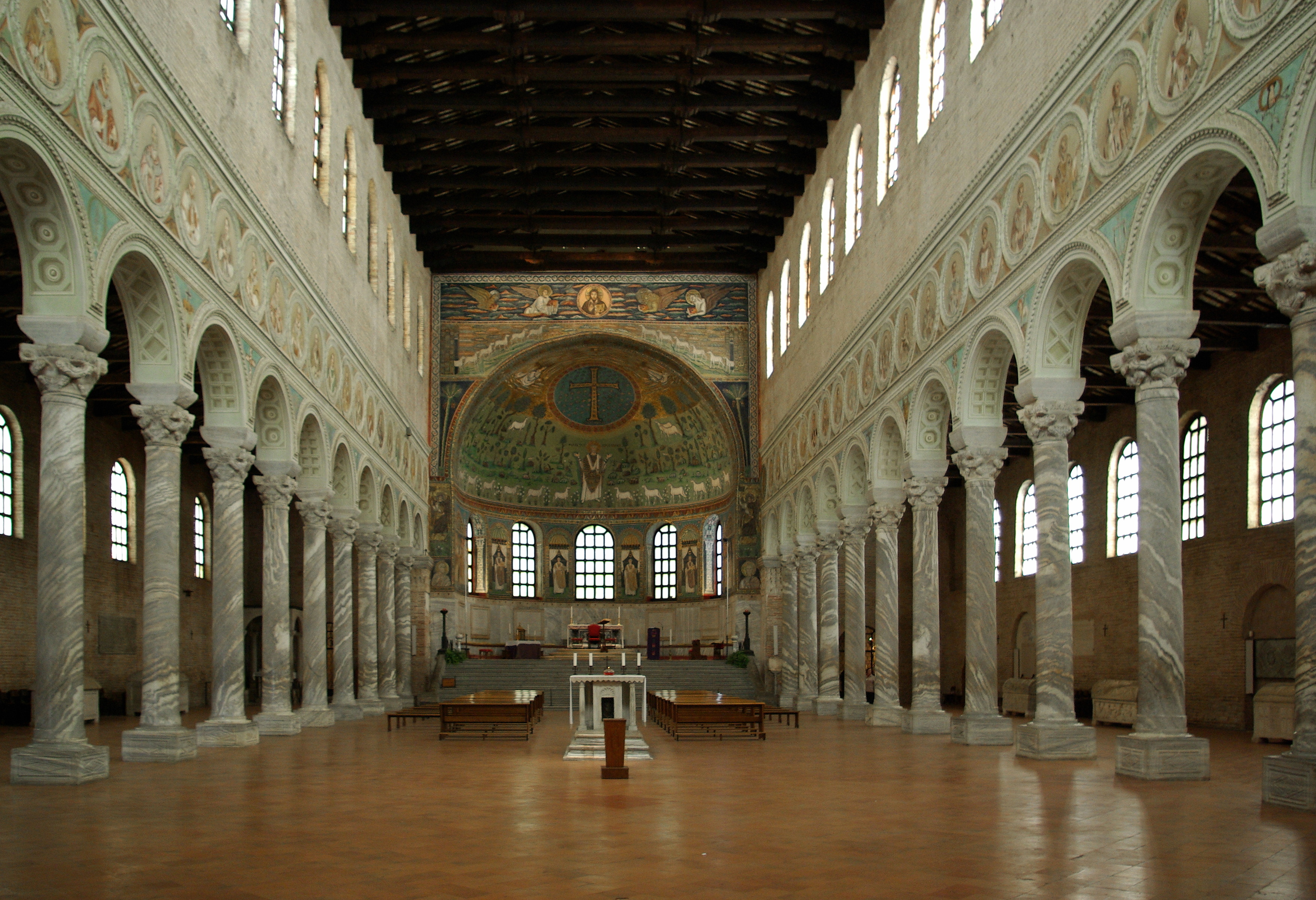
Basilica di Sant'Apollinare, Classe, Ravenna
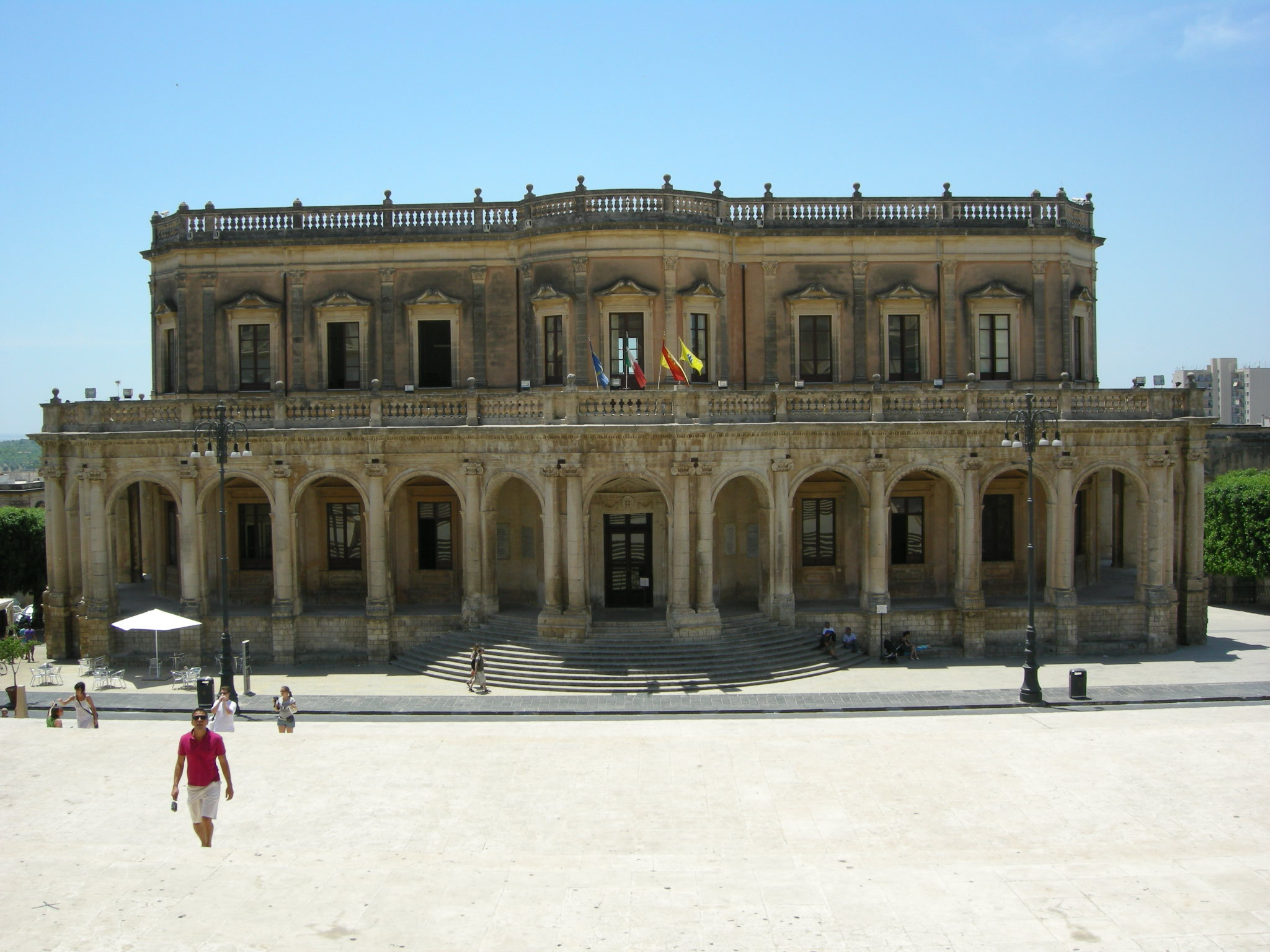
Palazzo Ducezio, Noto
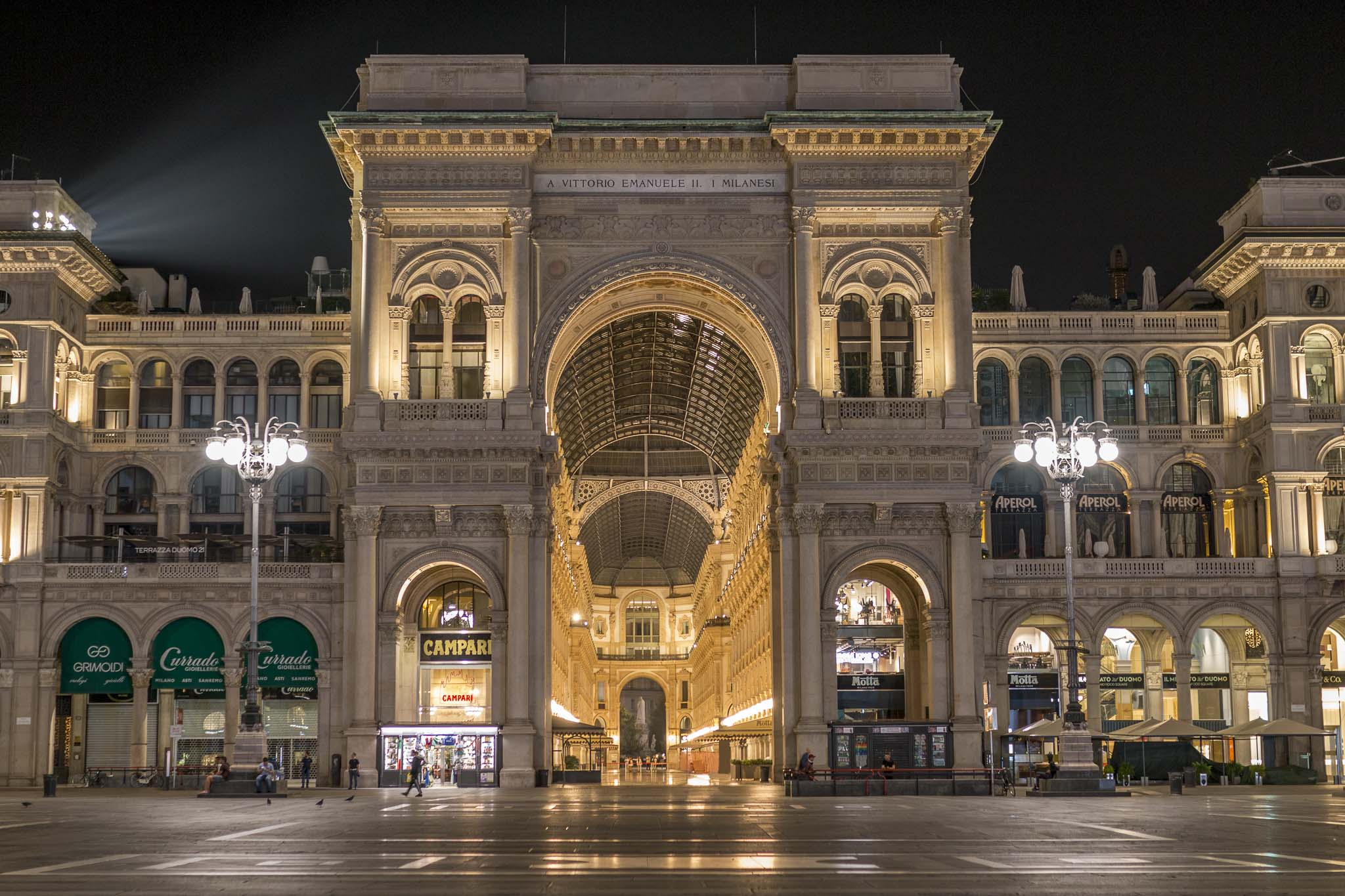
Galleria Vittorio Emanuele II, Milánó

### Festészet

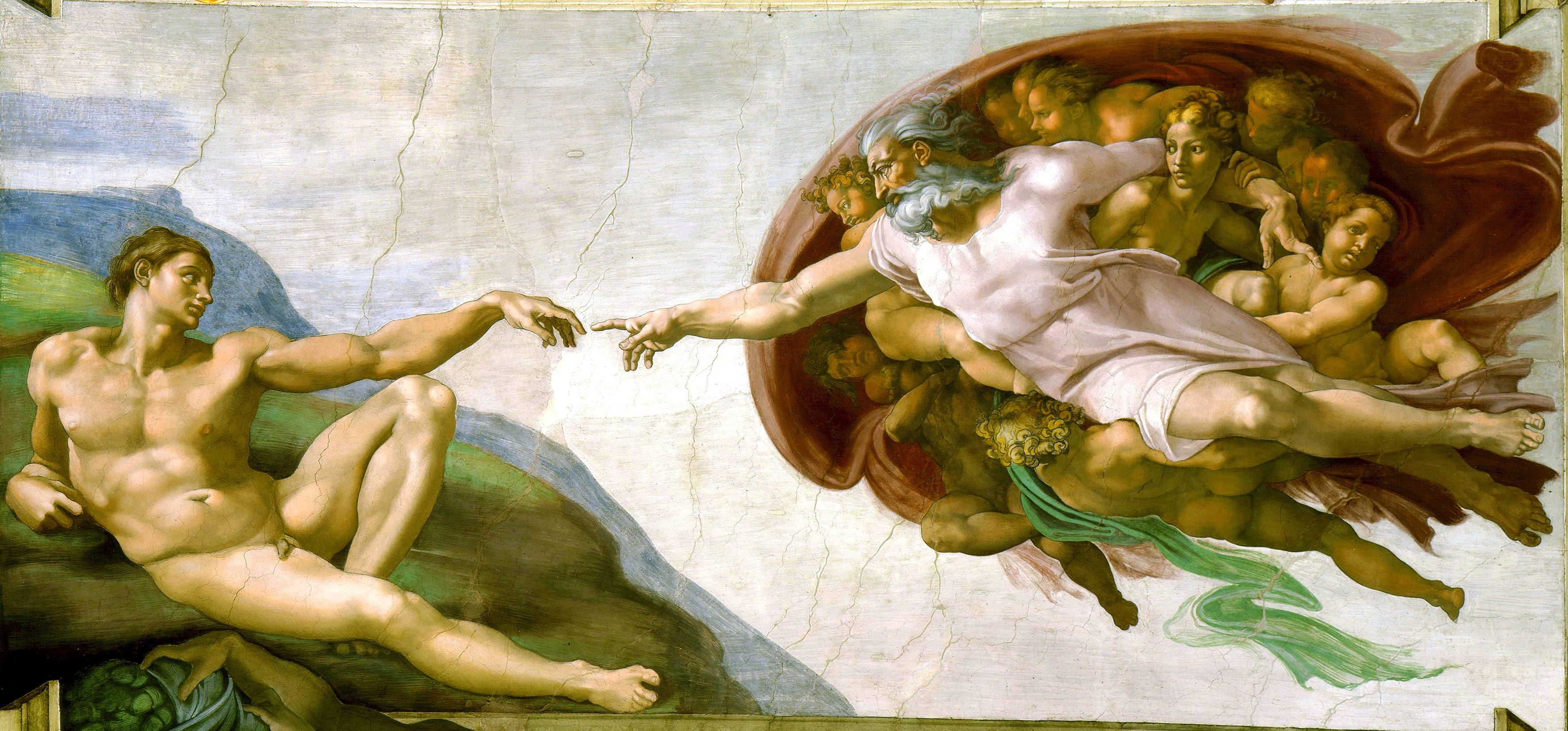
Michelangelo: Részlet a Sixtus-kápolna mennyezetfreskójából: Ádám teremtése (1509–1510)

A szobrászattal egyidejűleg kezdett kifejlődni az ókeresztény művészetből, de először merevség, élettelenség jellemezte. A 11. században a Monte Cassinó-i apát a lehanyatlott mozaikfestészet újjáteremtésére művészeket hozatott Bizáncból, akik aztán Velencében, Salernóban, Monrealéban és Palermóban dolgoztak. A művészi önállóság kezdeteivel a 13. század vége felé találkozunk Cimabue és Duccio di Buoninsegna munkáiban, ők alakjaikba már némi mozgékonyságot és életet öntöttek. Giotto di Bondone tekinthető az olasz festészet első mesterének, ki a természethez közelebb álló, realisztikus modorban dolgozott, s magának a festészetnek technikáját is javította (temperafestés). Hatását egész Itália érezte, s a 14. századi olasz festők többé-kevésbé Giotto utánzói és továbbfejlesztői lettek. A 15. században új fordulatot vett az olasz festészet: az alakrajzot a természet után kezdték készíteni, a festőanyagot pedig lágyabb, egyöntetűbb ábrázolásra alkalmasabbá tették. Az első lépést a magasabb tökély felé a firenzei Paolo Uccello tette meg, aki a vonaltávlattal foglalkozott, de őt jóval felülmúlta korának három legtehetségesebb művésze: Masaccio plasztikussá tette alakjait, Fra Filippo Lippi az életet a valóságnak megfelelően törekedett ábrázolni és Fra Angelico a kedélyvilágot jelenítette meg alakjaiban. Másfelől a festészet fő törekvését a természet valósághű ábrázolására és a technika kiművelődésére fordította, ide tartoznak: Sandro Botticelli, Filippino Lippi, Cosimo Rosselli és Alessio Baldovinetti, de mindnyájukon túlmutató Benozzo Gozzoli és Domenico Ghirlandaio művészete. Ugyanebben a korban kezdté tanulmányozni a meztelen testet és az anatómiát, élen jártak e téren Andrea del Castagno, Antonio Pollajulo, Andrea del Verrocchio illetve Luca Signorelli. A padovai Andrea Mantegna természetességre és történelmi hűségre törekvő műveiben látszanak anatómiai, perspektivai, történelmi ismeretei. A velencei Giovanni Bellini, az umbriai Pietro Perugino és Francesco Francia festményein mély vallásos érzelem tapasztalható. A 16. század elején hat kiváló mester lépett fel, kik egyúttal korszakot is alkottak a művészet történetében: Leonardo da Vinci anatómiai jártasságával s éles megfigyelő tehetséggel a rajzot a művészi befejezettség soha utol nem ért magaslatára fejlesztette. A mozdulatok élénkségét és a formák változatosságát Michelangelo vitte be a festészetbe, amely Raffaello Sanzio műveiben megnemesül az ideális felfogástól, s egyben az élet és valószerűség hű ábrázolásává is lesz. Hozzájuk sorakozik Correggio, kinek technikája és színezése sok tekintetben páratlan és különösen alkalmas arra, hogy a meztelen testnek lágyságot adjon. A velencei Giorgione a kompozícióban élénkségre és kifejezésre törekedett. Nyomába Tiziano lépett, ő erőt öntött alakjaiba, s egyúttal a ragyogó kolorit valódi mestere volt. A 16. század közepétől az olasz festészet hanyatlásnak indult. Csak a velencei iskola tartotta fenn a művészet magas színvonalát, legjelesebb tagjai Tintoretto és Paolo Veronese, a legnagyobb dekoratív festők egyike, a sokoldalú Jacopo Bassano, aki csendéleteket és tájképeket is festett. A naturalisták feje és jeles mestere Caravaggio volt. A többiek fölött messze kimagaslott Giovanni Domenico Tiepolo, kinek művészete az olasz festészet fénykorára emlékeztetett. A távlati festészetben Grimaldi (il Bolognese) s a velencei Canaletto, s tanítványa Francesco Guardi még ma is utolérhetetlenek. A zsánerfestészetben Aniello Falcone, Michelangelo Cerguozzi, Giovanni Benedetto Castiglione és Mario de' Fiori jeleskedtek. A 18. századi olasz történeti festők közül csak Pompeo Batoni emelkedett ki. Önmagából indult és önállóan fejlődött tovább a nápolyi iskola (Domenico Morelli és a két Palizzi), amely az erőteljes realizmusnak hódolt.

### Irodalom

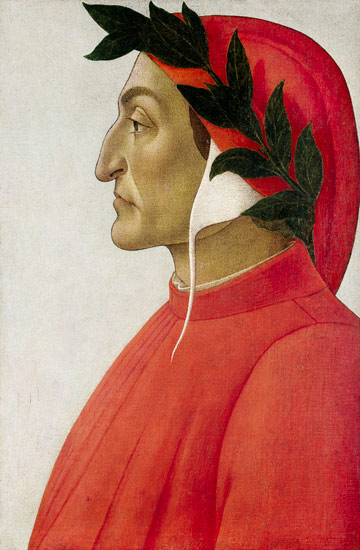
Dante Alighieri

### Szobrászat

Michelangelo: Dávid (1501–1504)

A 6. század után a félszigeten a szobrászat hanyatlásnak indult, így a 11. század elején mind a technika, mind a formaérzék merev, élettelen és konvencionális. A tulajdonképpeni olasz szobrászat a 13. század közepén kezdődik, Niccolò Pisano (†1278) tevékenységével kezdődik, ki az alakjaiba életet lehelt. Fia, Giovanni Pisano szobraiba több természetességet és szenvedélyt vitt, míg Andrea Pisano a gyöngédebb és egyszerűbb formák felé nyúlt. A firenzeieken kívül még a pisai Giovanni de Balduccio alapított iskolát Észak-Olaszországban. A természet tanulmányozása s utánzása még jobban megnyilatkozik a 15. század toscanai művészeiben, kik ezáltal a szobrászat önálló fejlődését is biztosították Jacopo delle Quercia, Lorenzo Ghiberti, Donatello jártak élen a szobrászatban. Luca della Robbia az antik felé hajlott, ő teremtette meg a terrakotta szobrászatot, amelyet később családja a tökély magas fokára emelt. A többi olasz szobrász, kik közt a legkimagaslóbb volt Andrea Verrocchio és Antonio Pollajuolo, inkább Donatello naturalisztikus irányát követte. Luca della Robbia tanítványai: Antonio Rossellino, Desiderio da Settignano, Mino da Fiesole, Benedetto da Majano…Az olasz mesterek közül említésre méltó még a velencei Alessandro Leopardi (†1521) és a padovai Andrea Riccio (†1532). A korabeli szobrászat leginkább a templomok és síremlékek díszítésére szorítkozott, de lassan az allegóriát, a mitológiát, a történelmet is méltatni kezdték. Az átmenetet a Cinquecento szabad fölfogásához s formai tökélyéhez, Giovanni Franc. Rustici, a két Sansovino (Andrea és Jacopo) találta meg, míg a ferrarai Alfonso Lombardi, a modenai Antonio Begarelli, a nápolyi iskola feje, már egyszersmind a kor legjelesebb művészei voltak. Mindannyiukat felülmúlta Michelangelo Buonarroti, kinek a természetes nagyságot meghaladó, mesterien faragott emberalakjai mély anatómiai ismeretekről, jellemábrázolási képességről tesznek tanúságot. Munkájában tanítványai, Raffaele da Montelupo és Fra Giovanni Angelo Montorsoli segédkeztek; követői voltak: Guglielmo Della Porta, Benvenuto Cellini, Niccolò Pericoli (Tribolo). Művészete uralkodott sokáig: a bámulatos formaérzék és technika, a dekoratív hatás. Csak a 16. század utolsó negyedében hozott új irányzatot a szobrászatba Giovanni da Bologna. A 17. századiak az erősebb hatást keresték, a festői stílusba mentek át, fő képviselői: Alessandro Algardi, Giovanni Lorenzo Bernini, Stefano Moderno, Duquesnoy stb. Antonio Canova volt az első, aki művészetének irányát a klasszicizmus szigorú tanaihoz szabta s az új szobrászatban ma is mint az egyik fő irány megteremtője szerepel, míg a másik irány illetőleg iskola Thorvaldsen nyomdokain halad. Eredeti tehetségek voltak Lorenzo Bartolini, Pompeo Marchesi, a lombard Tantardini és Vela, a romantikus lány képviselője, továbbá Tabacchi, ki a frivolabb tárgyakat dolgozza föl, Monteverde gróf a nagy realista, Marochetti, Barzaghi, Dupré, Fedi. A 19. századi modern olasz szobrászatban a naturalizmus hatalmas lökést adott a művészetnek, monumentális emlékszobrok, síremlékek keletkeztek, majd a verizmus áramlata jelentkezett.

### Filmművészet
A filmtörténethez Olaszország két jelentős irányzattal is hozzájárult. A verizmus a némafilm korában gyökerező stílus volt, amely ragaszkodott a természetszerű beállításokhoz. A II. világháború után egész Európa filmművészetére nagy hatást gyakorolt az olasz neorealizmus. Az olasz új hullám nagy rendezői Federico Fellini (1920–1993), Michelangelo Antonioni (1912–2007), Pier Paolo Pasolini (1922–1975). Az olasz filmcsillagok névsorából kiemelkedik Anna Magnani, az egyetemes filmtörténet tehetsége Sophia Loren (1934), a szépségével hódító Gina Lollobrigida (1927) és a sokoldaú jellemábrázolás mestereként ismert Marcello Mastroianni (1924–1996). Az 1990-es évek nagy filmsikerei Giuseppe Tornatore és Roberto Benigni nevéhez fűződnek.

### Zene

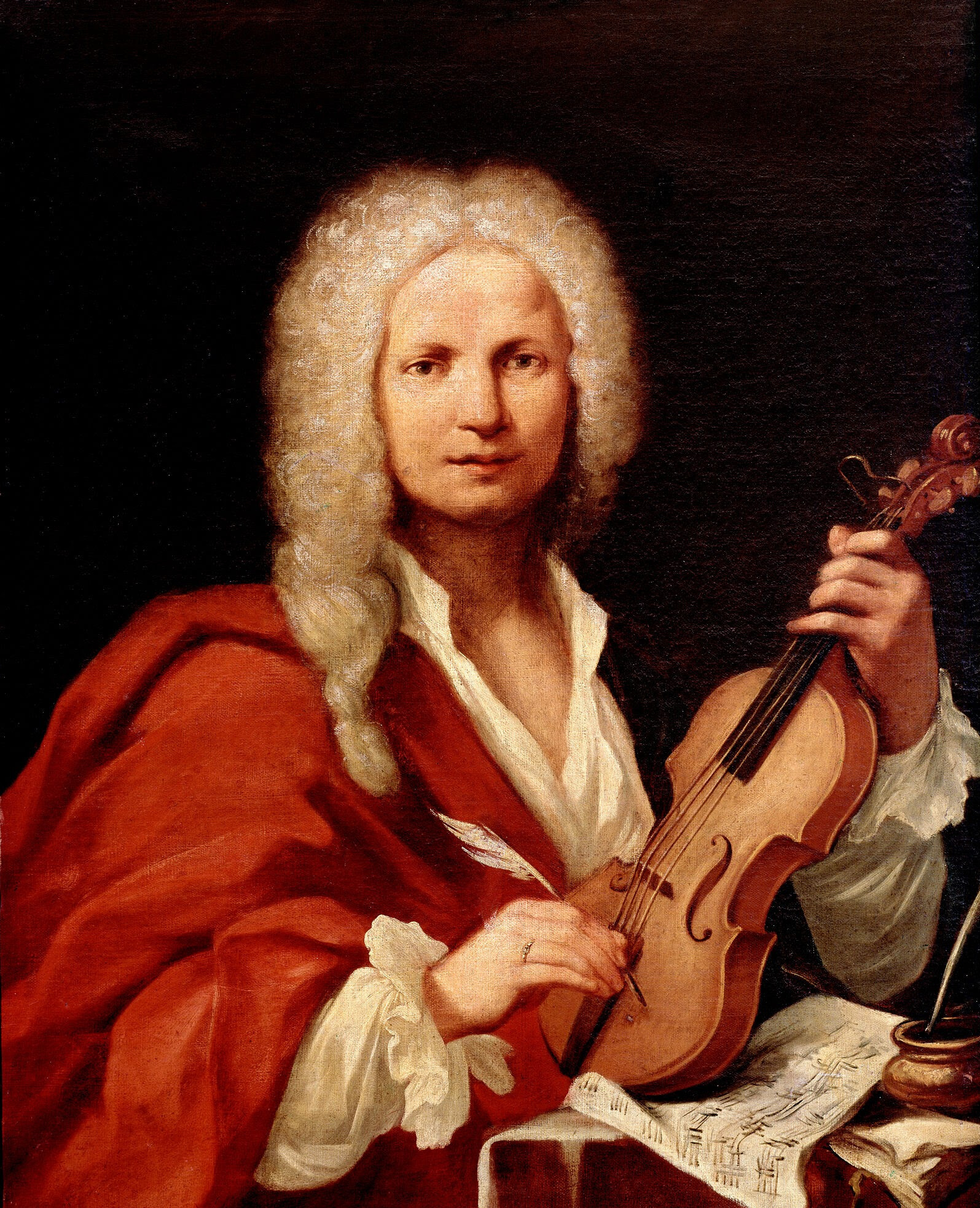
Antonio Vivaldi

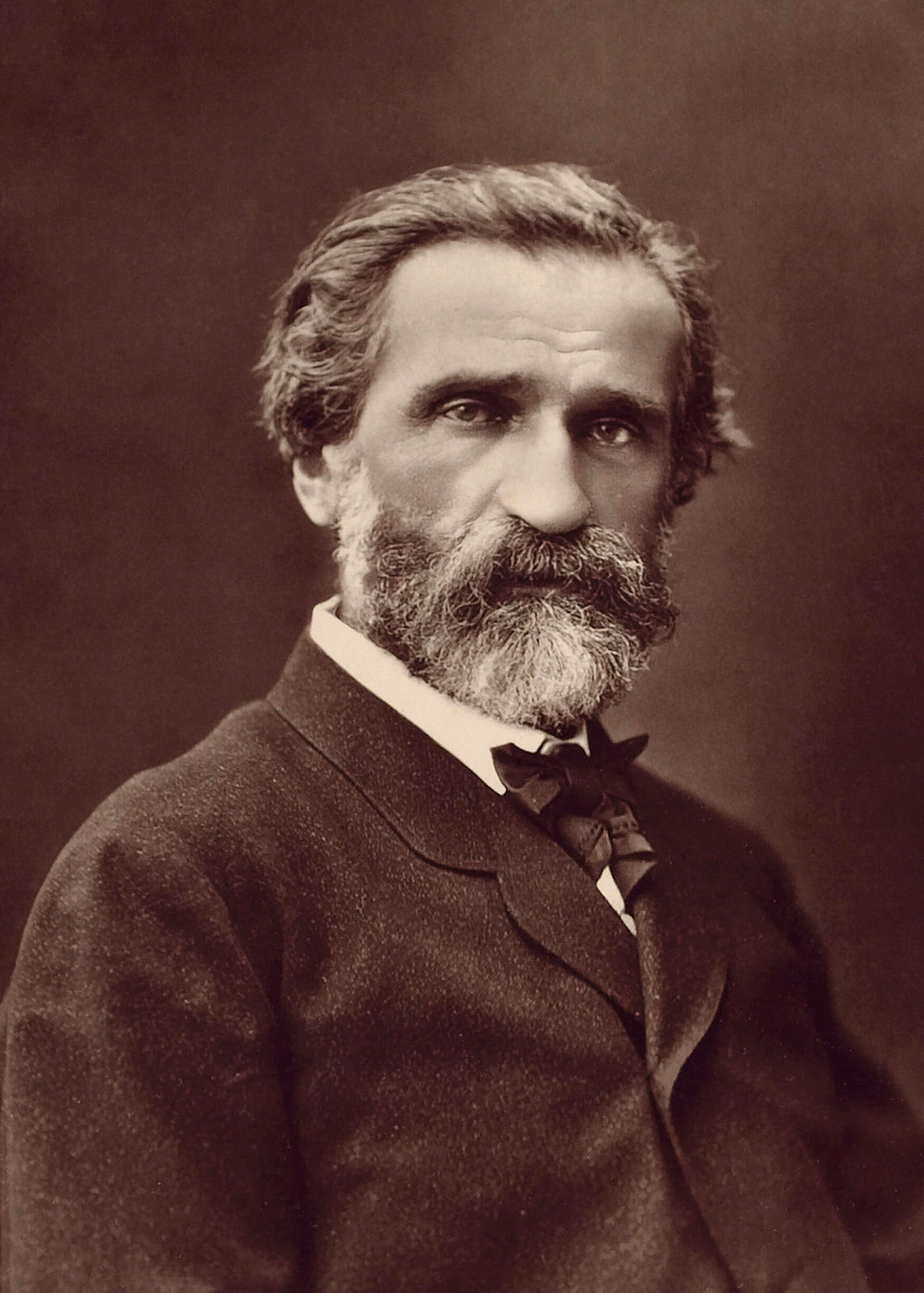
Giuseppe Verdi

Itália alkotó- és előadóművészei elsősorban az opera terén nyújtottak magas teljesítményt. Híres klasszikus zeneszerzők: Antonio Vivaldi (1678–1741), Gioachino Rossini (1792–1868), Gaetano Donizetti (1797–1848), Giuseppe Verdi (1813–1901), Giacomo Puccini (1858–1924). Az előadóművészek között Luciano Pavarotti (1935–2007) és Andrea Bocelli (1958) népszerűsíti a klasszikus zenei műfajokat.
Az olasz népzene az ország zenei örökségének fontos része, és a regionális stílusok, hangszerek és táncok sokféleségét öleli fel. Az opera szerves részét képezi az olasz zenei kultúrának, és a népzene egyik fő szegmensévé vált.
A Canzone Napoletana – a nápolyi dal és a cantautori énekes-dalszerző hagyományok – szintén népszerű hazai stílusok, amelyek az olasz zeneipar fontos részét képezik, olyan importált műfajok mellett, mint az Egyesült Államokból származó jazz, rock és hip-hop.
A dallamos, esetenként szentimentális olasz könnyűzene az 1960-as években egész Európában népszerű volt. Néhány jelentős képviselője: Domenico Modugno, Adriano Celentano, Gianni Morandi, Gigliola Cinquetti, Rita Pavone.
Olaszország a disco és az elektronikus zene fejlesztésében is fontos ország volt, az italodisco volt az egyik legkorábbi elektronikus táncműfaj. E műfajban Sabrina Salerno, Ken Laszlo, Mike Mareen és Den Harrow tartoztak Európa-szerte a legnépszerűbbek közé.

#### Eurovíziós Dalfesztivál
Olaszország eddig háromszer nyert a dalversenyen. 1964-ben Gigliola Cinquetti a Non ho l’età (per amarti) című dallal, 1990-ben Toto Cutugno az Insieme: 1992 című dallal, majd 2021-ben a Måneskin együttes győzött a Zitti e buoni című szerzeményükkel.

## Filozófia
ókor
középkor
Itáliának a középkorban nincsenek specifikus nemzeti vonásai, de még a reneszánsz korban is alig vannak. Sem a firenzei új-platónikus akadémiát, sem a cosenzai származású természetfilozófiai iskolát nem nevezhetjük a szó szorosabb értelmében olasznak.
újkor
Az újkor elején a filozófia az olasz humanizmus légkörében fejlődött, az ókor felé fordult, és tagadta az emberről és a természetről vallott középkori nézeteket. A filozófia terén az antik világ legfőbb öröksége továbbra is Platón és Arisztotelész filozófiai rendszere volt.
Csak Giordano Brúnótól, ámbár ő is egész Európát átjárja, nem tagadhatjuk meg, hogy az olasz szellemnek a filozófiai gondolkodásban a hatalmas képviselője. 
A fontosabb filozófusok közé sorolhatjuk még Campanellát. 
Giordano Bruno halála után a jezsuiták uralkodtak a szellemen, a filozófiában a neoskolaszticizmus volt jellemző.
A 18. században Giambattista Vico fellépése mutatja, hogy az olasz szellem teremtő ereje él. Vico a történetfilozófia és a néplélektan megalapítójának tekinthető.
Vico mellett, egész a 19. sz. elejéig, sok és jeles követője akadt Descartes-nak (köztük Gerdil bibornok, megh. 1802.), Locke és Condillac empirizmusának és szenzualizmusának (Genovesi, megh. 1769; Gioja, megh. 1828; Romagnosi, megh. 1835) stb. Később Kant filozófiája (főleg Cantoni tanár által) foglal tért, és különösen sok a hegelianus (Vera, Mariano, Sparenta, Raguisco, Benedetto Croce az esztétikában Hegel felé hajlik), de azért a pozitivizmus (Villazi, Ardigo, Siciliani) és a tomizmus (Liberatore, Sanseverino, Cornoldi) ellentétes áramlatai is találnak kiváló értelmezőkre.

## Vallás

### Napjaink
Vallási megoszlás a Pew felmérése alapján, 2012-ben
A római katolikus egyház messze a legnagyobb vallás az országban. Noha a római katolikus egyház elkülönült az államtól, továbbra is szerepet játszik a nemzet politikai ügyeiben, részben annak köszönhetően, hogy a Szentszék Vatikánban, Rómában található. 

#### Felekezetek
Az olaszok zöme megkeresztelt római katolikus, amelynek kb. egyharmada aktív tag. A katolikusok aránya az elmúlt évtizedekben viszont erősen csökkent.
Az Ipsos 2017-es felmérése alapján a magukat katolikusnak vallók a lakosság kb. 74%-át teszik ki (köztük 27,0%-uk elkötelezett), a lakosság 22,6%-a vallástalan, 3%-uk pedig más felekezetekhez tartozik.
Annak ellenére, hogy az olaszországi fő keresztény felekezet a római katolikus, jelen vannak protestáns, keleti ortodox és más felekezetek is (pl. Jehova Tanúi). 
Az utóbbi fél évszázadban Olaszország számos bevándorlói hullámot szenvedett el, ennek eredményeként legalább hárommillió muszlim él az országban, valamint 75 ezer hindu, és 50 ezer buddhista, valamint egy 30 ezres történelmi közösséget számláló zsidó.

#### Istenhit
Az Eurobarometer 2005-ös felmérése alapján az olaszok 74%-a hisz Isten létezésében, további 16% pedig valamiféle magasabb intelligenciában, míg a lakosság 6%-a nem hisz egyikben sem.

#### Vallásgyakorlat
A vallásgyakorlat, különösen a templomlátogatás még mindig magas Olaszországban, összehasonlítva az átlagos nyugat-európai országokkal.
A Pew 2017-es felmérése szerint az olaszok 58%-a tartja nagyon vagy valamelyest fontosnak a vallást.
A legtöbb esküvőt és temetkezési szertartást egyházi kereten belül tartják.

## Nyelv
Az olasz az indoeurópai nyelvcsaládba tartozik. Csakúgy, mint a francia és a spanyol, újlatin modern nyelv, amely a latinból alakult ki. Kb. 60 millió ember beszéli Olaszországban, 23 ezer San Marinóban, 400 ezer Svájcban, további 1,3 millió más európai országokban és körülbelül hatmillió ember Amerikában.

## Gasztronómia
Az olasz konyha hosszú évszázadokon át alakult ki, gyökerei az ókori Rómába nyúlnak. Articsóka, zöldborsó, fejes saláta, petrezselyem, dinnye és alma, valamint a különféle borok és sajtok, a sokféle húsok és a gabonaszemek már az ősi római konyha alapanyagai voltak. Az ünnepekre a római szakácsok számos fűszert használtak, recepteket dolgoztak ki, és mindenféle húst pörköltek. Ezekből a kezdetekből kifinomult és ízletes konyhai fogások alakultak ki. A középkor végétől jelentős változások történtek az Újvilág felfedezésével, valamint a burgonya, a paradicsom, a paprika és a kukorica bevezetésével, amelyek ma már a konyha központi részét képezik.